# Liga Națională de handbal feminin 2017-2018
Liga Națională de handbal feminin 2017-2018 a fost a 60-a ediție a primului eșalon valoric al campionatului național de handbal feminin românesc, respectiv a 21-a ediție în sistemul Ligii Naționale. Competiția este organizată de Federația Română de Handbal (FRH). Pe 2 septembrie 2017, Liga Națională a fost redenumită Liga Florilor și a primit un logo cu motive florale și mingi de handbal stilizate.
Ca și în sezonul anterior, competiția a fost câștigată de CSM București.

## Televizări
Numeroase partide au fost televizate. Companiile DigiSport și DolceSport au cumpărat împreună un pachet de meciuri și le-au transmis în comun. Alte partide au fost televizate de canalele televiziunii naționale. Câteva partide de pe teren propriu ale CSM Roman au fost difuzate în direct pe internet de către stația roman24online.

## Săli
Partidele s-au jucat în principalele săli de sport din orașele de reședință ale echipelor. În București și Cluj meciurile s-au jucat în câte două săli, în funcție de disponibilitatea acestora și de potențialul de spectatori al partidelor. Cele două săli din București sunt Sala Polivalentă și Sala „Rapid”, iar cele din Cluj sunt Sala Polivalentă și Sala „Horia Demian”.
| București                             | București                          | Craiova                            |
| ------------------------------------- | ---------------------------------- | ---------------------------------- |
| Sala „Rapid” Capacitate: 1.500        | Sala Polivalentă Capacitate: 5.300 | Sala Polivalentă Capacitate: 4.215 |
| Cluj                                  | Cluj                               | Râmnicu Vâlcea                     |
| Sala „Horia Demian” Capacitate: 2.800 | Sala Polivalentă Capacitate: 7.227 | Sala „Traian” Capacitate: 3.126    |
|                                       |                                    |                                    |

## Echipe participante
În afara echipelor care s-au clasat pe primele 10 poziții la sfârșitul ediției 2016-2017 și care și-au păstrat astfel locul în Liga Națională, au mai promovat din Divizia A echipele clasate pe locul 1 în cele două serii. Aceste echipe au fost: CS Rapid USL Metrou București, câștigătoarea Seriei A, respectiv CSM Slatina, câștigătoarea Seriei B. Alte două echipe, CSU Danubius Galați și HCM Slobozia, au fost decise în urma unui turneu de baraj.
Astfel, echipele care au participat în sezonul competițional 2017-2018 al Ligii Naționale de handbal feminin sunt:
| - CSM București - HC Dunărea Brăila - HC Zalău - SCM Craiova - CSM Roman - HCM Râmnicu Vâlcea - Corona Brașov | - CSM Bistrița - CS Măgura Cisnădie - „U” Alexandrion Cluj - HCM Slobozia - CSU Danubius Galați - CS Rapid USL București - CSM Slatina |

## Clasament
|  | Echipe care au participat la barajul de promovare |
|  | Echipe retrogradate în Divizia A                  |

Actualizat pe 20 mai 2018
| Poz. | Echipa                 | J  | V  | E | Î  | GM  | GP  | DG    | P  |
| ---- | ---------------------- | -- | -- | - | -- | --- | --- | ----- | -- |
| 1    | CSM București          | 26 | 25 | 0 | 1  | 821 | 573 | + 248 | 75 |
| 2    | SCM Craiova            | 26 | 18 | 4 | 4  | 670 | 574 | + 96  | 58 |
| 3    | CS Măgura Cisnădie     | 26 | 18 | 3 | 5  | 665 | 598 | + 67  | 57 |
| 4    | HCM Râmnicu Vâlcea     | 26 | 16 | 1 | 9  | 665 | 601 | + 64  | 49 |
| 5    | HC Zalău               | 26 | 15 | 2 | 9  | 686 | 632 | + 54  | 47 |
| 6    | CSM Bistrița           | 26 | 13 | 3 | 10 | 685 | 672 | + 13  | 42 |
| 7    | Corona Brașov1)        | 26 | 13 | 0 | 13 | 681 | 693 | – 12  | 39 |
| 8    | CSM Roman              | 26 | 12 | 0 | 14 | 636 | 655 | – 19  | 36 |
| 9    | HC Dunărea Brăila      | 26 | 9  | 3 | 14 | 577 | 632 | – 55  | 30 |
| 10   | „U” Alexandrion Cluj   | 26 | 8  | 2 | 16 | 655 | 733 | – 78  | 26 |
| 11   | CSM Slatina            | 26 | 8  | 2 | 16 | 598 | 649 | – 51  | 26 |
| 12   | CSU Danubius Galați    | 26 | 7  | 0 | 19 | 513 | 591 | – 78  | 21 |
| 13   | HCM Slobozia           | 26 | 5  | 2 | 19 | 563 | 678 | – 115 | 17 |
| 14   | CS Rapid USL București | 26 | 4  | 0 | 22 | 641 | 775 | – 134 | 12 |

1) Deși Corona Brașov a învins pe teren pe „U” Alexandrion Cluj în Etapa a III-a, scor 30-23 (16-12), clubul brașovean a fost penalizat de Comisia de Competiții a FRH pentru că a folosit o handbalistă, Daciana Hosu, care a jucat două meciuri în aceeași zi, unul pentru echipa de Divizia A a Brașovului, celălalt pentru echipa de Liga Națională. FRH a decis că echipa Corona Brașov va pierde meciul la „masa verde” cu 0-10 și i se va scădea suplimentar un punct din clasament. Clubul din Brașov a depus apel și, pe 24 noiembrie 2017, Consiliul de Administrație al FRH a anulat decizia Comisiei de Competiții, iar echipei Corona Brașov i-au fost retrocedate punctele și golaverajul anterioare sancțiunii.

## Partide
Meciurile ediției 2017-18 a Ligii Naționale de handbal feminin s-au jucat în sistem fiecare cu fiecare cu tur și retur, fără Play-Off și Play-Out, iar programul acestora a fost alcătuit după Tabela Berger. Calendarul Competițional s-a stabilit prin tragerea la sorți care a avut loc la București, pe 29 iunie 2017, la RIN Grand Hotel.. Datele de desfășurare a partidelor au fost anunțate ulterior.
O listă cu observatorii FRH acreditați a fost publicată pe 25 august 2017.

## Rezultate în tur
Date oficiale publicate de Federația Română de Handbal

### Etapa I
| 3 septembrie 2017 roman24online11:00 | CSM Roman        | 26 - 23 | HC Zalău | Sala Polivalentă, Roman Arbitri: Harabagiu, Stănescu |
| 3 septembrie 2017 roman24online11:00 | Popa, Boljević 6 | (12-10) | Rob 7    | Sala Polivalentă, Roman Arbitri: Harabagiu, Stănescu |
| 3 septembrie 2017 roman24online11:00 | 4×               | Cronica | 5× 4×    | Sala Polivalentă, Roman Arbitri: Harabagiu, Stănescu |

| 3 septembrie 2017 TVR116:00 | Rapid USL București | 28 - 25 | CSM Slatina | Sala „Rapid”, București Arbitri: Băducu, Voicu |
| 3 septembrie 2017 TVR116:00 | Niculae 6           | (13-12) | Lazăr 8     | Sala „Rapid”, București Arbitri: Băducu, Voicu |
| 3 septembrie 2017 TVR116:00 | 5× 4×               | Cronica | 6× 2×       | Sala „Rapid”, București Arbitri: Băducu, Voicu |

| 5 septembrie 2017 Digi2, Dolce119:30 | Corona Brașov | 23 - 22 | HCM Râmnicu Vâlcea | Sala Sporturilor „Dumitru Popescu Colibași”, Brașov Arbitri: Stark, Ștefan |
| 5 septembrie 2017 Digi2, Dolce119:30 | Tiron 6       | (11-11) | Florica 10         | Sala Sporturilor „Dumitru Popescu Colibași”, Brașov Arbitri: Stark, Ștefan |
| 5 septembrie 2017 Digi2, Dolce119:30 | 2× 3×         | Cronica | 2× 3×              | Sala Sporturilor „Dumitru Popescu Colibași”, Brașov Arbitri: Stark, Ștefan |

| 6 septembrie 2017 17:00 | CS Măgura Cisnădie | 28 - 24 | „U” Alexandrion Cluj | Sala Polivalentă „Măgura”, Cisnădie Arbitri: Pârvu, Potîrniche |
| 6 septembrie 2017 17:00 | Moldovan 11        | (14-14) | Senocico 8           | Sala Polivalentă „Măgura”, Cisnădie Arbitri: Pârvu, Potîrniche |
| 6 septembrie 2017 17:00 | 9× 3× 1×           | Cronica | 4× 3×                | Sala Polivalentă „Măgura”, Cisnădie Arbitri: Pârvu, Potîrniche |

| 6 septembrie 2017 18:00 | CSU Danubius Galați | 15 - 14 | HC Dunărea Brăila | Sala Sporturilor, Galați Arbitri: Manea, Iliescu |
| 6 septembrie 2017 18:00 | Șeiko 5             | (8-8)   | Berescu, Vătu 3   | Sala Sporturilor, Galați Arbitri: Manea, Iliescu |
| 6 septembrie 2017 18:00 | 1× 2×               | Cronica | 3× 3×             | Sala Sporturilor, Galați Arbitri: Manea, Iliescu |

| 6 septembrie 2017 TVR HD18:00 | SCM Craiova | 25 - 19 | CSM Bistrița | Sala Polivalentă, Craiova Arbitri: Băducu, Voicu |
| 6 septembrie 2017 TVR HD18:00 | Florianu 9  | (13-9)  | Pristăviță 5 | Sala Polivalentă, Craiova Arbitri: Băducu, Voicu |
| 6 septembrie 2017 TVR HD18:00 | 6× 3×       | Cronica | 4× 3×        | Sala Polivalentă, Craiova Arbitri: Băducu, Voicu |

| 6 septembrie 2017 Digi2, Dolce119:30 | HCM Slobozia | 29 - 37 | CSM București | Sala Sporturilor „Andreea Nica”, Slobozia Arbitri: Arsene, Bontea |
| 6 septembrie 2017 Digi2, Dolce119:30 | Ilie 11      | (12-19) | Gulldén 13    | Sala Sporturilor „Andreea Nica”, Slobozia Arbitri: Arsene, Bontea |
| 6 septembrie 2017 Digi2, Dolce119:30 | 3× 3×        | Cronica | 2× 3×         | Sala Sporturilor „Andreea Nica”, Slobozia Arbitri: Arsene, Bontea |

### Etapa a II-a
| 9 septembrie 2017 11:00 | HC Dunărea Brăila | 30 - 31 | CSM Bistrița | Sala Polivalentă „Danubius”, Brăila Arbitri: Gorina, Melencu |
| 9 septembrie 2017 11:00 | Munteanu 8        | (18-14) | Rodríguez 7  | Sala Polivalentă „Danubius”, Brăila Arbitri: Gorina, Melencu |
| 9 septembrie 2017 11:00 | 3× 1× 1×          | Cronica | 4× 2×        | Sala Polivalentă „Danubius”, Brăila Arbitri: Gorina, Melencu |

| 9 septembrie 2017 11:00 | CSM Slatina      | 22 - 25 | Corona Brașov | Sala de sport a LPS, Slatina Asistență: 200 Arbitri: Doană, Gociu |
| 9 septembrie 2017 11:00 | Andrei, Ostase 5 | (10-15) | Chiper 7      | Sala de sport a LPS, Slatina Asistență: 200 Arbitri: Doană, Gociu |
| 9 septembrie 2017 11:00 | 2× 2×            | Cronica | 3× 2×         | Sala de sport a LPS, Slatina Asistență: 200 Arbitri: Doană, Gociu |

| 9 septembrie 2017 12:00 | „U” Alexandrion Cluj | 37 - 29 | Rapid USL București | Sala Sporturilor „Horia Demian”, Cluj Arbitri: Nacu, Rucoi |
| 9 septembrie 2017 12:00 | Chintoan 11          | (19-15) | Bucă 6              | Sala Sporturilor „Horia Demian”, Cluj Arbitri: Nacu, Rucoi |
| 9 septembrie 2017 12:00 | 6×                   | Cronica | 2×                  | Sala Sporturilor „Horia Demian”, Cluj Arbitri: Nacu, Rucoi |

| 9 septembrie 2017 Digi2, Dolce213:45 | HC Zalău      | 28 - 27 | CS Măgura Cisnădie | Sala Sporturilor „Gheorghe Tadici”, Zalău Arbitri: Năstase, Stancu |
| 9 septembrie 2017 Digi2, Dolce213:45 | Dragut, Rob 6 | (13-15) | Moldovan 8         | Sala Sporturilor „Gheorghe Tadici”, Zalău Arbitri: Năstase, Stancu |
| 9 septembrie 2017 Digi2, Dolce213:45 | 3× 1×         | Cronica | 2× 4×              | Sala Sporturilor „Gheorghe Tadici”, Zalău Arbitri: Năstase, Stancu |

| 9 septembrie 2017 18:00 | CSU Danubius Galați | 20 - 21 | HCM Slobozia | Sala Sporturilor, Galați Arbitri: Florescu, Stoia |
| 9 septembrie 2017 18:00 | Taivan 6            | (12-11) | Ilie, Toma 5 | Sala Sporturilor, Galați Arbitri: Florescu, Stoia |
| 9 septembrie 2017 18:00 | 4× 2×               | Cronica | 5× 3× 1×     | Sala Sporturilor, Galați Arbitri: Florescu, Stoia |

| 10 septembrie 2017 TVR116:00 | HCM Râmnicu Vâlcea | 24 - 28 | SCM Craiova | Sala Sporturilor Traian, Râmnicu Vâlcea Arbitri: Mârza, Nedelea |
| 10 septembrie 2017 TVR116:00 | Glibko 6           | (11-15) | Florianu 9  | Sala Sporturilor Traian, Râmnicu Vâlcea Arbitri: Mârza, Nedelea |
| 10 septembrie 2017 TVR116:00 | 3× 2×              | Cronica | 5× 3×       | Sala Sporturilor Traian, Râmnicu Vâlcea Arbitri: Mârza, Nedelea |

| 13 septembrie 2017 Digi2, Dolce119:00 | CSM București | 32 - 19 | CSM Roman | Sala „Rapid”, București Arbitri: Agliceriu, Turdean |
| 13 septembrie 2017 Digi2, Dolce119:00 | Hagman 6      | (16-10) | Simion 7  | Sala „Rapid”, București Arbitri: Agliceriu, Turdean |
| 13 septembrie 2017 Digi2, Dolce119:00 | 3× 2×         | Cronica | 1× 1×     | Sala „Rapid”, București Arbitri: Agliceriu, Turdean |

### Etapa a III-a
| 15 septembrie 2017 TVR HD16:30 | Rapid USL București | 25 - 27 | HC Zalău | Sala „Rapid”, București Arbitri: Gurbina, Stanciu |
| 15 septembrie 2017 TVR HD16:30 | Popa 6              | (9-17)  | Rob 8    | Sala „Rapid”, București Arbitri: Gurbina, Stanciu |
| 15 septembrie 2017 TVR HD16:30 | 2× 2×               | Cronica | 4× 3×    | Sala „Rapid”, București Arbitri: Gurbina, Stanciu |

| 16 septembrie 2017 roman24online11:00 | CSM Roman  | 25 - 17 | CSU Danubius Galați | Sala Polivalentă, Roman Arbitri: Nițișor, Stamatoiu |
| 16 septembrie 2017 roman24online11:00 | Boljević 6 | (15-10) | Livrinikj 7         | Sala Polivalentă, Roman Arbitri: Nițișor, Stamatoiu |
| 16 septembrie 2017 roman24online11:00 | 3× 3× 1×   | Cronica | 4× 3×               | Sala Polivalentă, Roman Arbitri: Nițișor, Stamatoiu |

| 16 septembrie 2017 12:00 | CSM Bistrița | 20 - 23 | HCM Râmnicu Vâlcea | Sala Polivalentă, Bistrița Arbitri: Florescu, Stoia |
| 16 septembrie 2017 12:00 | Pristăviță 5 | (10-10) | López Herrero 6    | Sala Polivalentă, Bistrița Arbitri: Florescu, Stoia |
| 16 septembrie 2017 12:00 | 1×           | Cronica | 4×                 | Sala Polivalentă, Bistrița Arbitri: Florescu, Stoia |

| 16 septembrie 2017 TVR HD16:00 | HCM Slobozia        | 18 - 26 | HC Dunărea Brăila | Sala Sporturilor „Andreea Nica”, Slobozia Arbitri: Doană, Gociu |
| 16 septembrie 2017 TVR HD16:00 | Enescu, Georgescu 5 | (8-13)  | Gheorghe 8        | Sala Sporturilor „Andreea Nica”, Slobozia Arbitri: Doană, Gociu |
| 16 septembrie 2017 TVR HD16:00 | 1× 2×               | Cronica | 4× 2×             | Sala Sporturilor „Andreea Nica”, Slobozia Arbitri: Doană, Gociu |

| 16 septembrie 2017 Digi3, Telekom320:00 | Corona Brașov | 30 - 231) | „U” Alexandrion Cluj        | Sala Sporturilor „Dumitru Popescu Colibași”, Brașov Arbitri: Ciobea, Dordea |
| 16 septembrie 2017 Digi3, Telekom320:00 | Buceschi 5    | (16-12)   | Berbece, Dindiligan, Puiu 6 | Sala Sporturilor „Dumitru Popescu Colibași”, Brașov Arbitri: Ciobea, Dordea |
| 16 septembrie 2017 Digi3, Telekom320:00 | 4× 3×         | Cronica   | 1×                          | Sala Sporturilor „Dumitru Popescu Colibași”, Brașov Arbitri: Ciobea, Dordea |

| 17 septembrie 2017 TVR211:00 | SCM Craiova | 34 - 23 | CSM Slatina      | Sala Polivalentă, Craiova Arbitri: Cruceru, Rădulescu |
| 17 septembrie 2017 TVR211:00 | Florianu 10 | (18-12) | Andrei, Ostase 6 | Sala Polivalentă, Craiova Arbitri: Cruceru, Rădulescu |
| 17 septembrie 2017 TVR211:00 | 4× 2×       | Cronica | 1× 1×            | Sala Polivalentă, Craiova Arbitri: Cruceru, Rădulescu |

| 17 septembrie 2017 Digi1, Telekom111:30 | CS Măgura Cisnădie | 18 - 27 | CSM București                 | Sala Polivalentă „Măgura”, Cisnădie Arbitri: Lungu, Paraschiv |
| 17 septembrie 2017 Digi1, Telekom111:30 | Costa, Moldovan 5  | (10-15) | Frafjord, Gulldén, Kurtović 4 | Sala Polivalentă „Măgura”, Cisnădie Arbitri: Lungu, Paraschiv |
| 17 septembrie 2017 Digi1, Telekom111:30 | 4× 3×              | Cronica | 3× 2×                         | Sala Polivalentă „Măgura”, Cisnădie Arbitri: Lungu, Paraschiv |

1) Deși Corona Brașov a învins pe teren pe „U” Alexandrion Cluj, scor 30-23 (16-12), clubul brașovean a fost penalizat de Comisia de Competiții a FRH pentru că a folosit o handbalistă care a jucat două meciuri în aceeași zi, unul pentru echipa de Divizia A a Brașovului, celălalt pentru echipa de Liga Națională. FRH a decis că echipa Corona Brașov va pierde meciul la „masa verde” cu 0-10 și i se va scădea suplimentar un punct din clasament. Clubul din Brașov a depus apel și, pe 24 noiembrie 2017, Consiliul de Administrație al FRH a anulat decizia Comisiei de Competiții, iar echipei Corona Brașov i-au fost retrocedate punctele și golaverajul anterioare sancțiunii.

### Etapa a IV-a
| 20 septembrie 2017 Digi, Telekom119:30 | CSM București | 31 - 18 | Rapid USL București | Sala „Rapid”, București Arbitri: Popa, Toma |
| 20 septembrie 2017 Digi, Telekom119:30 | Frafjord 7    | (13-6)  | Bucă 5              | Sala „Rapid”, București Arbitri: Popa, Toma |
| 20 septembrie 2017 Digi, Telekom119:30 | 4× 3×         | Cronica | 6× 4×               | Sala „Rapid”, București Arbitri: Popa, Toma |

| 6 octombrie 2017 Digi2, Telekom218:15 | HC Zalău | 16 - 20 | Corona Brașov | Sala Sporturilor „Gheorghe Tadici”, Zalău Arbitri: Belean, Călina |
| 6 octombrie 2017 Digi2, Telekom218:15 | Ciolan 4 | (9-11)  | Buceschi 6    | Sala Sporturilor „Gheorghe Tadici”, Zalău Arbitri: Belean, Călina |
| 6 octombrie 2017 Digi2, Telekom218:15 | 1× 4×    | Cronica | 3× 3×         | Sala Sporturilor „Gheorghe Tadici”, Zalău Arbitri: Belean, Călina |

| 7 octombrie 2017 TVR211:00 | CSM Slatina | 27 - 28 | CSM Bistrița | Sala de sport a LPS, Slatina Arbitri: Pârvu, Potîrniche |
| 7 octombrie 2017 TVR211:00 | Lazăr 11    | (12-15) | Pristăviță 9 | Sala de sport a LPS, Slatina Arbitri: Pârvu, Potîrniche |
| 7 octombrie 2017 TVR211:00 | 5× 2×       | Cronica | 2× 1×        | Sala de sport a LPS, Slatina Arbitri: Pârvu, Potîrniche |

| 7 octombrie 2017 11:00 | HCM Slobozia        | 23 - 26 | CSM Roman   | Sala Sporturilor „Andreea Nica”, Slobozia Arbitri: Barbu, Manafu |
| 7 octombrie 2017 11:00 | Enescu, Pătuleanu 5 | (10-12) | Boljević 12 | Sala Sporturilor „Andreea Nica”, Slobozia Arbitri: Barbu, Manafu |
| 7 octombrie 2017 11:00 | 6× 3×               | Cronica | 5× 2×       | Sala Sporturilor „Andreea Nica”, Slobozia Arbitri: Barbu, Manafu |

| 7 octombrie 2017 TVR216:00 | CSU Danubius Galați | 21 - 20 | CS Măgura Cisnădie | Sala Sporturilor, Galați Arbitri: Fînață, Hendrea |
| 7 octombrie 2017 TVR216:00 | Șeiko 6             | (10-10) | Moldovan 5         | Sala Sporturilor, Galați Arbitri: Fînață, Hendrea |
| 7 octombrie 2017 TVR216:00 | 2× 3×               | Cronica | 3× 3×              | Sala Sporturilor, Galați Arbitri: Fînață, Hendrea |

| 8 octombrie 2017 TVR211:00 | „U” Alexandrion Cluj | 19 - 28 | SCM Craiova         | Sala Sporturilor „Horia Demian”, Cluj Arbitri: Florescu, Stoia |
| 8 octombrie 2017 TVR211:00 | Senocico-Ani 9       | (7-12)  | Florianu, Nikolić 7 | Sala Sporturilor „Horia Demian”, Cluj Arbitri: Florescu, Stoia |
| 8 octombrie 2017 TVR211:00 | 3× 4×                | Cronica | 5× 3×               | Sala Sporturilor „Horia Demian”, Cluj Arbitri: Florescu, Stoia |

| 8 octombrie 2017 TVR116:00 | HC Dunărea Brăila | 16 - 25 | HCM Râmnicu Vâlcea | Sala Polivalentă „Danubius”, Brăila Arbitri: Șerbu, Vasilescu |
| 8 octombrie 2017 TVR116:00 | Cîrstea 4         | (4-9)   | Gavrilă 6          | Sala Polivalentă „Danubius”, Brăila Arbitri: Șerbu, Vasilescu |
| 8 octombrie 2017 TVR116:00 | 3× 2×             | Cronica | 3× 4×              | Sala Polivalentă „Danubius”, Brăila Arbitri: Șerbu, Vasilescu |

### Etapa a V-a
| 10 octombrie 2017 11:00 | SCM Craiova | 31 - 24 | HC Zalău         | Sala Polivalentă, Craiova Arbitri: Cazan, Suliman |
| 10 octombrie 2017 11:00 | Florianu 11 | (18-12) | Constantinescu 7 | Sala Polivalentă, Craiova Arbitri: Cazan, Suliman |
| 10 octombrie 2017 11:00 | 3× 3×       | Cronica | 1× 3×            | Sala Polivalentă, Craiova Arbitri: Cazan, Suliman |

| 14 octombrie 2017 Digi1, Telekom112:00 | Corona Brașov | 22 - 33 | CSM București | Sala Sporturilor „Dumitru Popescu Colibași”, Brașov Arbitri: Gorina, Melencu |
| 14 octombrie 2017 Digi1, Telekom112:00 | Buceschi 8    | (9-14)  | Neagu 9       | Sala Sporturilor „Dumitru Popescu Colibași”, Brașov Arbitri: Gorina, Melencu |
| 14 octombrie 2017 Digi1, Telekom112:00 | 1× 3×         | Cronica | 3× 2×         | Sala Sporturilor „Dumitru Popescu Colibași”, Brașov Arbitri: Gorina, Melencu |

| 19 octombrie 2017 Digi4, Telekom316:45 | CSM Roman | 24 - 27 | HC Dunărea Brăila        | Sala Polivalentă, Roman Arbitri: Năstase, Stancu |
| 19 octombrie 2017 Digi4, Telekom316:45 | Stoleru 6 | (12-11) | Axinte, Šteriova, Vătu 7 | Sala Polivalentă, Roman Arbitri: Năstase, Stancu |
| 19 octombrie 2017 Digi4, Telekom316:45 | 2× 3×     | Cronica | 4× 2×                    | Sala Polivalentă, Roman Arbitri: Năstase, Stancu |

| 21 octombrie 2017 12:00 | CSM Bistrița | 29 - 23 | „U” Alexandrion Cluj | Sala Polivalentă, Bistrița Arbitri: Georgescu, Moldoveanu |
| 21 octombrie 2017 12:00 | Paraschiv 6  | (15-14) | Senocico 9           | Sala Polivalentă, Bistrița Arbitri: Georgescu, Moldoveanu |
| 21 octombrie 2017 12:00 | 7×           | Cronica | 6×                   | Sala Polivalentă, Bistrița Arbitri: Georgescu, Moldoveanu |

| 21 octombrie 2017 TVR216:00 | Rapid USL București | 24 - 20 | CSU Danubius Galați | Sala „Rapid”, București Arbitri: Nacu, Rucoi |
| 21 octombrie 2017 TVR216:00 | Dache, Trifan 8     | (13-12) | Livrinikj 10        | Sala „Rapid”, București Arbitri: Nacu, Rucoi |
| 21 octombrie 2017 TVR216:00 | 7× 4× 1×            | Cronica | 3× 3×               | Sala „Rapid”, București Arbitri: Nacu, Rucoi |

| 21 octombrie 2017 18:00 | CS Măgura Cisnădie | 33 - 19 | HCM Slobozia | Sala Polivalentă „Măgura”, Cisnădie Arbitri: Badiu, Barbu |
| 21 octombrie 2017 18:00 | Moldovan 10        | (14-9)  | Ilie 8       | Sala Polivalentă „Măgura”, Cisnădie Arbitri: Badiu, Barbu |
| 21 octombrie 2017 18:00 | 3× 3× 1×           | Cronica | 3× 2×        | Sala Polivalentă „Măgura”, Cisnădie Arbitri: Badiu, Barbu |

| 22 octombrie 2017 TVR116:00 | HCM Râmnicu Vâlcea | 27 - 22 | CSM Slatina | Sala Sporturilor Traian, Râmnicu Vâlcea Arbitri: Gurbina, Stanciu |
| 22 octombrie 2017 TVR116:00 | Glibko 9           | (17-15) | Goran 6     | Sala Sporturilor Traian, Râmnicu Vâlcea Arbitri: Gurbina, Stanciu |
| 22 octombrie 2017 TVR116:00 | 3× 3×              | Cronica | 1× 3×       | Sala Sporturilor Traian, Râmnicu Vâlcea Arbitri: Gurbina, Stanciu |

### Etapa a VI-a
| 18 octombrie 2017 Digi2, Telekom117:30 | CSM București     | 35 - 23 | SCM Craiova | Sala „Rapid”, București Arbitri: Florescu, Stoia |
| 18 octombrie 2017 Digi2, Telekom117:30 | Curea, Frafjord 6 | (15-13) | Florianu 5  | Sala „Rapid”, București Arbitri: Florescu, Stoia |
| 18 octombrie 2017 Digi2, Telekom117:30 | Cronica           |         |             | Sala „Rapid”, București Arbitri: Florescu, Stoia |

| 25 octombrie 2017 TVR HD17:30 | „U” Alexandrion Cluj | 27 - 32 | HCM Râmnicu Vâlcea      | Sala Sporturilor „Horia Demian”, Cluj Arbitri: Doană, Gociu |
| 25 octombrie 2017 TVR HD17:30 | Senocico 9           | (10-16) | Glibko, López Herrero 6 | Sala Sporturilor „Horia Demian”, Cluj Arbitri: Doană, Gociu |
| 25 octombrie 2017 TVR HD17:30 | 2× 3×                | Cronica | 4× 1×                   | Sala Sporturilor „Horia Demian”, Cluj Arbitri: Doană, Gociu |

| 27 octombrie 2017 Digi4, Telekom218:00 | HC Zalău  | 32 - 29 | CSM Bistrița  | Sala Sporturilor „Gheorghe Tadici”, Zalău Arbitri: Drăgănescu, Eremia |
| 27 octombrie 2017 Digi4, Telekom218:00 | Dragut 10 | (18-14) | Pristăviță 12 | Sala Sporturilor „Gheorghe Tadici”, Zalău Arbitri: Drăgănescu, Eremia |
| 27 octombrie 2017 Digi4, Telekom218:00 | 4× 2× 1×  | Cronica | 4× 3×         | Sala Sporturilor „Gheorghe Tadici”, Zalău Arbitri: Drăgănescu, Eremia |

| 28 octombrie 2017 11:00 | HC Dunărea Brăila | 20 - 20 | CSM Slatina         | Sala Polivalentă „Danubius”, Brăila Arbitri: Barbu, Manafu |
| 28 octombrie 2017 11:00 | Axinte 6          | (11-10) | I. Andrei, Ostase 4 | Sala Polivalentă „Danubius”, Brăila Arbitri: Barbu, Manafu |
| 28 octombrie 2017 11:00 | 3× 3×             | Cronica | 3× 3×               | Sala Polivalentă „Danubius”, Brăila Arbitri: Barbu, Manafu |

| 28 octombrie 2017 11:00 | CSM Roman | 32 - 33 | CS Măgura Cisnădie | Sala Polivalentă, Roman Arbitri: Iliescu, Manea |
| 28 octombrie 2017 11:00 | Popa 12   | (16-19) | Božović 10         | Sala Polivalentă, Roman Arbitri: Iliescu, Manea |
| 28 octombrie 2017 11:00 | 3× 3×     | Cronica | 4× 3×              | Sala Polivalentă, Roman Arbitri: Iliescu, Manea |

| 28 octombrie 2017 16:30 | CSU Danubius Galați | 22 - 19 | Corona Brașov       | Sala Sporturilor, Galați Arbitri: Șerbu, Vasilescu |
| 28 octombrie 2017 16:30 | Balaban 6           | (12-10) | Ciuciulete, Tiron 4 | Sala Sporturilor, Galați Arbitri: Șerbu, Vasilescu |
| 28 octombrie 2017 16:30 | 3× 3×               | Cronica | 4× 2×               | Sala Sporturilor, Galați Arbitri: Șerbu, Vasilescu |

| 29 octombrie 2017 TVR116:00 | HCM Slobozia | 31 - 22 | Rapid USL București | Sala Sporturilor „Andreea Nica”, Slobozia Arbitri: Gorina, Melencu |
| 29 octombrie 2017 TVR116:00 | Ilie 12      | (15-10) | Bucă 5              | Sala Sporturilor „Andreea Nica”, Slobozia Arbitri: Gorina, Melencu |
| 29 octombrie 2017 TVR116:00 | 6× 3×        | Cronica | 3× 3×               | Sala Sporturilor „Andreea Nica”, Slobozia Arbitri: Gorina, Melencu |

### Etapa a VII-a
| 24 octombrie 2017 Digi3, Telekom218:00 | CSM Bistrița | 27 - 46 | CSM București | Sala Polivalentă, Bistrița Arbitri: Agliceriu, Turdean |
| 24 octombrie 2017 Digi3, Telekom218:00 | Rodríguez 8  | (12-24) | Mehmedović 8  | Sala Polivalentă, Bistrița Arbitri: Agliceriu, Turdean |
| 24 octombrie 2017 Digi3, Telekom218:00 | 3×           | Cronica | 4× 1×         | Sala Polivalentă, Bistrița Arbitri: Agliceriu, Turdean |

| 1 noiembrie 2017 Digi3, Telekom317:00 | HCM Râmnicu Vâlcea | 30 - 26 | HC Zalău         | Sala Sporturilor Traian, Râmnicu Vâlcea Arbitri: Constantin, Gál |
| 1 noiembrie 2017 Digi3, Telekom317:00 | Glibko 10          | (17-14) | Constantinescu 8 | Sala Sporturilor Traian, Râmnicu Vâlcea Arbitri: Constantin, Gál |
| 1 noiembrie 2017 Digi3, Telekom317:00 | 3×                 | Cronica | 5× 3×            | Sala Sporturilor Traian, Râmnicu Vâlcea Arbitri: Constantin, Gál |

| 1 noiembrie 2017 TVR HD17:30 | Rapid USL București | 30 - 29 | CSM Roman | Sala „Rapid”, București Arbitri: Georgescu, Moldoveanu |
| 1 noiembrie 2017 TVR HD17:30 | Trifan 9            | (15-14) | Simion 8  | Sala „Rapid”, București Arbitri: Georgescu, Moldoveanu |
| 1 noiembrie 2017 TVR HD17:30 | 5× 3×               | Cronica | 7× 3×     | Sala „Rapid”, București Arbitri: Georgescu, Moldoveanu |

| 1 noiembrie 2017 18:00 | CS Măgura Cisnădie | 21 - 14 | HC Dunărea Brăila | Sala Polivalentă „Măgura”, Cisnădie Arbitri: Stark, Ștefan |
| 1 noiembrie 2017 18:00 | Moldovan 9         | (9-7)   | Axinte 4          | Sala Polivalentă „Măgura”, Cisnădie Arbitri: Stark, Ștefan |
| 1 noiembrie 2017 18:00 | 2× 3×              | Cronica | 3× 2×             | Sala Polivalentă „Măgura”, Cisnădie Arbitri: Stark, Ștefan |

| 1 noiembrie 2017 18:00 | Corona Brașov | 30 - 21 | HCM Slobozia | Sala Sporturilor „Dumitru Popescu Colibași”, Brașov Arbitri: Nițișor, Stamatoiu |
| 1 noiembrie 2017 18:00 | Tîrcă 9       | (16-13) | Toma 5       | Sala Sporturilor „Dumitru Popescu Colibași”, Brașov Arbitri: Nițișor, Stamatoiu |
| 1 noiembrie 2017 18:00 | 2× 2×         | Cronica | 3× 3×        | Sala Sporturilor „Dumitru Popescu Colibași”, Brașov Arbitri: Nițișor, Stamatoiu |

| 1 noiembrie 2017 18:00 | CSM Slatina     | 22 - 22 | „U” Alexandrion Cluj | Sala de sport a LPS, Slatina Arbitri: Belean, Călina |
| 1 noiembrie 2017 18:00 | Lazăr, Ostase 6 | (11-16) | Chintoan 7           | Sala de sport a LPS, Slatina Arbitri: Belean, Călina |
| 1 noiembrie 2017 18:00 | 2×              | Cronica | 3× 3×                | Sala de sport a LPS, Slatina Arbitri: Belean, Călina |

| 2 noiembrie 2017 TVR HD17:30 | SCM Craiova | 28 - 15 | CSU Danubius Galați | Sala Polivalentă, Craiova Arbitri: Florescu, Stoia |
| 2 noiembrie 2017 TVR HD17:30 | Nikolić 8   | (15-6)  | Șelever 3           | Sala Polivalentă, Craiova Arbitri: Florescu, Stoia |
| 2 noiembrie 2017 TVR HD17:30 | 5× 3×       | Cronica | 4× 3×               | Sala Polivalentă, Craiova Arbitri: Florescu, Stoia |

### Etapa a VIII-a
| 29 octombrie 2017 Digi2, Telekom19:30 | CSM București    | 27 - 24 | HCM Râmnicu Vâlcea | Sala „Rapid”, București Arbitri: Arsene, Bontea |
| 29 octombrie 2017 Digi2, Telekom19:30 | Gulldén, Neagu 6 | (17-11) | Vasilevskaia 9     | Sala „Rapid”, București Arbitri: Arsene, Bontea |
| 29 octombrie 2017 Digi2, Telekom19:30 | 2× 3×            | Cronica | 1× 2×              | Sala „Rapid”, București Arbitri: Arsene, Bontea |

| 4 noiembrie 2017 11:00 | HC Dunărea Brăila | 26 - 22 | „U” Alexandrion Cluj | Sala Polivalentă „Danubius”, Brăila Arbitri: Pârvu, Potîrniche |
| 4 noiembrie 2017 11:00 | Vătu 8            | (14-13) | Senocico 8           | Sala Polivalentă „Danubius”, Brăila Arbitri: Pârvu, Potîrniche |
| 4 noiembrie 2017 11:00 | 6× 2×             | Cronica | 4× 3×                | Sala Polivalentă „Danubius”, Brăila Arbitri: Pârvu, Potîrniche |

| 4 noiembrie 2017 11:00 | HC Zalău | 31 - 24 | CSM Slatina        | Sala Sporturilor „Gheorghe Tadici”, Zalău Arbitri: Badiu, Barbu |
| 4 noiembrie 2017 11:00 | Rob 6    | (16-9)  | Drăghici, Ostase 4 | Sala Sporturilor „Gheorghe Tadici”, Zalău Arbitri: Badiu, Barbu |
| 4 noiembrie 2017 11:00 | 3× 1×    | Cronica | 3×                 | Sala Sporturilor „Gheorghe Tadici”, Zalău Arbitri: Badiu, Barbu |

| 4 noiembrie 2017 18:00 | CS Măgura Cisnădie | 31 - 23 | Rapid USL București | Sala Polivalentă „Măgura”, Cisnădie Arbitri: Mârza, Nedelea |
| 4 noiembrie 2017 18:00 | Božović 13         | (20-9)  | Trăilă 7            | Sala Polivalentă „Măgura”, Cisnădie Arbitri: Mârza, Nedelea |
| 4 noiembrie 2017 18:00 | 6× 3×              | Cronica | 4× 3×               | Sala Polivalentă „Măgura”, Cisnădie Arbitri: Mârza, Nedelea |

| 5 noiembrie 2017 TVR211:00 | HCM Slobozia | 21 - 21 | SCM Craiova     | Sala Sporturilor „Andreea Nica”, Slobozia Arbitri: Doană, Gociu |
| 5 noiembrie 2017 TVR211:00 | Ilie 7       | (11-9)  | Ardean-Elisei 4 | Sala Sporturilor „Andreea Nica”, Slobozia Arbitri: Doană, Gociu |
| 5 noiembrie 2017 TVR211:00 | 5× 3×        | Cronica | 2× 2×           | Sala Sporturilor „Andreea Nica”, Slobozia Arbitri: Doană, Gociu |

| 5 noiembrie 2017 16:30 | CSU Danubius Galați | 23 - 25 | CSM Bistrița | Sala Sporturilor, Galați Arbitri: Gurbina, Stanciu |
| 5 noiembrie 2017 16:30 | Balaban 6           | (9-14)  | Chirilă 10   | Sala Sporturilor, Galați Arbitri: Gurbina, Stanciu |
| 5 noiembrie 2017 16:30 | 2×                  | Cronica | 3× 3×        | Sala Sporturilor, Galați Arbitri: Gurbina, Stanciu |

| 6 noiembrie 2017 Digi2, Telekom218:30 | CSM Roman | 23 - 22 | Corona Brașov | Sala Polivalentă, Roman Asistență: 500 Arbitri: Florescu, Stoia |
| 6 noiembrie 2017 Digi2, Telekom218:30 | Popa 8    | (13-11) | Buceschi 8    | Sala Polivalentă, Roman Asistență: 500 Arbitri: Florescu, Stoia |
| 6 noiembrie 2017 Digi2, Telekom218:30 | 6× 4×     | Cronica | 3× 2×         | Sala Polivalentă, Roman Asistență: 500 Arbitri: Florescu, Stoia |

### Etapa a IX-a
| 7 noiembrie 2017 18:00 | „U” Alexandrion Cluj | 21 - 21 | HC Zalău | Sala Polivalentă, Cluj Arbitri: Harabagiu, Stănescu |
| 7 noiembrie 2017 18:00 | Senocico-Ani 7       | (9-13)  | Trif 6   | Sala Polivalentă, Cluj Arbitri: Harabagiu, Stănescu |
| 7 noiembrie 2017 18:00 | 5× 3×                | Cronica | 6× 3×    | Sala Polivalentă, Cluj Arbitri: Harabagiu, Stănescu |

| 7 noiembrie 2017 Digi2, Telekom119:00 | CSM Slatina   | 20 - 26 | CSM București        | Sala de sport a LPS, Slatina Arbitri: Foltic, Pipa |
| 7 noiembrie 2017 Digi2, Telekom119:00 | Rusu, Lazăr 5 | (8-14)  | Bazaliu, Jørgensen 5 | Sala de sport a LPS, Slatina Arbitri: Foltic, Pipa |
| 7 noiembrie 2017 Digi2, Telekom119:00 | 1× 3×         | Cronica | 2×                   | Sala de sport a LPS, Slatina Arbitri: Foltic, Pipa |

| 9 noiembrie 2017 14:00 | CSM Bistrița | 28 - 22 | HCM Slobozia | Sala Polivalentă, Bistrița Arbitri: Iliescu, Manea |
| 9 noiembrie 2017 14:00 | Chirilă 9    | (15-11) | Burlacenko 6 | Sala Polivalentă, Bistrița Arbitri: Iliescu, Manea |
| 9 noiembrie 2017 14:00 | 2× 1×        | Cronica | 6× 2×        | Sala Polivalentă, Bistrița Arbitri: Iliescu, Manea |

| 9 noiembrie 2017 17:00 | SCM Craiova         | 22 - 25 | CSM Roman      | Sala Polivalentă, Craiova Arbitri: Șerbu, Vasilescu |
| 9 noiembrie 2017 17:00 | Florianu, Pricopi 5 | (12-12) | Popa, Simion 6 | Sala Polivalentă, Craiova Arbitri: Șerbu, Vasilescu |
| 9 noiembrie 2017 17:00 | 2× 3×               | Cronica | 5× 2×          | Sala Polivalentă, Craiova Arbitri: Șerbu, Vasilescu |

| 10 noiembrie 2017 Digi2, Telekom318:00 | Corona Brașov | 24 - 25 | CS Măgura Cisnădie | Sala Sporturilor „Dumitru Popescu Colibași”, Brașov Arbitri: Năstase, Stancu |
| 10 noiembrie 2017 Digi2, Telekom318:00 | Neagu 7       | (13-11) | Božović 9          | Sala Sporturilor „Dumitru Popescu Colibași”, Brașov Arbitri: Năstase, Stancu |
| 10 noiembrie 2017 Digi2, Telekom318:00 | 3× 2×         | Cronica | 2× 3× 1×           | Sala Sporturilor „Dumitru Popescu Colibași”, Brașov Arbitri: Năstase, Stancu |

| 11 noiembrie 2017 TVR 216:00 | Rapid USL București | 25 - 26 | HC Dunărea Brăila | Sala „Rapid”, București Arbitri: Badiu, Barbu |
| 11 noiembrie 2017 TVR 216:00 | Trifan 11           | (13-14) | Ilina 8           | Sala „Rapid”, București Arbitri: Badiu, Barbu |
| 11 noiembrie 2017 TVR 216:00 | 4×                  | Cronica | 3×                | Sala „Rapid”, București Arbitri: Badiu, Barbu |

| 12 noiembrie 2017 TVR 116:30 | HCM Râmnicu Vâlcea  | 26 - 17 | CSU Danubius Galați | Sala Sporturilor Traian, Râmnicu Vâlcea Asistență: 1.000 Arbitri: Ghiorghișor, State |
| 12 noiembrie 2017 TVR 116:30 | Băcăoanu, Florica 6 | (12-6)  | Livrinikj 9         | Sala Sporturilor Traian, Râmnicu Vâlcea Asistență: 1.000 Arbitri: Ghiorghișor, State |
| 12 noiembrie 2017 TVR 116:30 | 5× 3× 1×            | Cronica | 3× 2×               | Sala Sporturilor Traian, Râmnicu Vâlcea Asistență: 1.000 Arbitri: Ghiorghișor, State |

### Etapa a X-a
| 14 noiembrie 2017 Digi2, Telekom218:15 | HC Dunărea Brăila | 18 - 25 | HC Zalău | Sala Polivalentă „Danubius”, Brăila Arbitri: Năstase, Stancu |
| 14 noiembrie 2017 Digi2, Telekom218:15 | Vătu 8            | (7-16)  | Trif 7   | Sala Polivalentă „Danubius”, Brăila Arbitri: Năstase, Stancu |
| 14 noiembrie 2017 Digi2, Telekom218:15 | 2× 2×             | Cronica | 4× 4× 1× | Sala Polivalentă „Danubius”, Brăila Arbitri: Năstase, Stancu |

| 18 noiembrie 2017 16:00 | CS Măgura Cisnădie       | 24 - 24 | SCM Craiova | Sala Polivalentă „Măgura”, Cisnădie Arbitri: Harabagiu, Stănescu |
| 18 noiembrie 2017 16:00 | Araújo, Božović, Costa 6 | (11-12) | Florianu 6  | Sala Polivalentă „Măgura”, Cisnădie Arbitri: Harabagiu, Stănescu |
| 18 noiembrie 2017 16:00 | 4× 2×                    | Cronica | 6× 3×       | Sala Polivalentă „Măgura”, Cisnădie Arbitri: Harabagiu, Stănescu |

| 15 noiembrie 2017 Digi2, Telekom119:00 | CSM București | 34 - 28 | „U” Alexandrion Cluj | Sala „Rapid”, București Arbitri: Florescu, Stoia |
| 15 noiembrie 2017 Digi2, Telekom119:00 | Hagman 10     | (21-11) | Chintoan 9           | Sala „Rapid”, București Arbitri: Florescu, Stoia |
| 15 noiembrie 2017 Digi2, Telekom119:00 | 2× 1×         | Cronica | 1× 3×                | Sala „Rapid”, București Arbitri: Florescu, Stoia |

| 18 noiembrie 2017 11:00 | CSM Roman | 21 - 27 | CSM Bistrița | Sala Polivalentă, Roman Arbitri: Barbu, Manafu |
| 18 noiembrie 2017 11:00 | Simion 10 | (9-13)  | Szabó 7      | Sala Polivalentă, Roman Arbitri: Barbu, Manafu |
| 18 noiembrie 2017 11:00 | 1× 2×     | Cronica | 4× 3×        | Sala Polivalentă, Roman Arbitri: Barbu, Manafu |

| 18 noiembrie 2017 TVR 216:00 | HCM Slobozia | 22 - 26 | HCM Râmnicu Vâlcea | Sala Sporturilor „Andreea Nica”, Slobozia Arbitri: Șerbu, Vasilescu |
| 18 noiembrie 2017 TVR 216:00 | Enescu 8     | (10-12) | Glibko 6           | Sala Sporturilor „Andreea Nica”, Slobozia Arbitri: Șerbu, Vasilescu |
| 18 noiembrie 2017 TVR 216:00 | 3× 4×        | Cronica | 6× 3×              | Sala Sporturilor „Andreea Nica”, Slobozia Arbitri: Șerbu, Vasilescu |

| 18 noiembrie 2017 16:30 | CSU Danubius Galați | 20 - 17 | CSM Slatina | Sala Sporturilor, Galați Arbitri: Băducu, Voicu |
| 18 noiembrie 2017 16:30 | Șeiko 8             | (12-9)  | I. Andrei 4 | Sala Sporturilor, Galați Arbitri: Băducu, Voicu |
| 18 noiembrie 2017 16:30 | 5× 3× 1×            | Cronica | 3× 2×       | Sala Sporturilor, Galați Arbitri: Băducu, Voicu |

| 19 noiembrie 2017 TVR 116:30 | Rapid USL București | 27 - 39 | Corona Brașov | Sala „Rapid”, București Arbitri: Ifrim, Olisei |
| 19 noiembrie 2017 TVR 116:30 | Trifan 6            | (11-18) | Tiron 7       | Sala „Rapid”, București Arbitri: Ifrim, Olisei |
| 19 noiembrie 2017 TVR 116:30 | 3× 2×               | Cronica | 6× 2×         | Sala „Rapid”, București Arbitri: Ifrim, Olisei |

| Deși Corona Brașov a învins pe teren pe „U” Alexandrion Cluj în Etapa a III-a, scor 30-23 (16-12), clubul brașovean a fost penalizat de Comisia de Competiții a FRH pentru că a folosit o handbalistă, Daciana Hosu, care a jucat două meciuri în aceeași zi, unul pentru echipa de Divizia A a Brașovului, celălalt pentru echipa de Liga Națională. FRH a decis că echipa Corona Brașov va pierde meciul la „masa verde” cu 0-10 și i se va scădea suplimentar un punct din clasament. În consecință, clasamentul Ligii Naționale a fost revizuit prin modificarea punctelor și golaverajului echipelor Corona Brașov și „U” Alexandrion Cluj conform deciziei Comisiei de Competiții. Ulterior, clubul din Brașov a depus apel și, pe 24 noiembrie 2017, Consiliul de Administrație al FRH a anulat decizia Comisiei de Competiții, iar echipei Corona Brașov i-au fost retrocedate punctele și golaverajul anterioare sancțiunii. Tabelul de mai jos prezintă situația clasamentului pe data de 19 noiembrie 2017, la sfârșitul etapei a X-a, când Corona Brașov se afla încă sub sancțiunea Comisiei de Competiții a FRH, iar „U” Alexandrion Cluj beneficia de aceasta. Actualizat pe 19 noiembrie 2016 \| Poz. \| Echipa \| J \| V \| E \| Î \| GM \| GP \| DG \| P \| \| ---- \| ---------------------- \| -- \| -- \| - \| - \| --- \| --- \| ----- \| ---- \| \| 1 \| CSM București \| 10 \| 10 \| 0 \| 0 \| 328 \| 228 \| + 100 \| 30 \| \| 2 \| HCM Râmnicu Vâlcea \| 10 \| 7 \| 0 \| 3 \| 259 \| 228 \| + 31 \| 21 \| \| 3 \| SCM Craiova \| 10 \| 6 \| 2 \| 2 \| 264 \| 229 \| + 35 \| 20 \| \| 4 \| CS Măgura Cisnădie \| 10 \| 6 \| 1 \| 3 \| 260 \| 236 \| + 24 \| 19 \| \| 5 \| CSM Bistrița \| 10 \| 6 \| 0 \| 4 \| 263 \| 272 \| – 9 \| 18 \| \| 6 \| HC Zalău \| 10 \| 5 \| 1 \| 4 \| 253 \| 251 \| + 2 \| 16 \| \| 7 \| CSM Roman \| 10 \| 5 \| 0 \| 5 \| 250 \| 256 \| – 6 \| 15 \| \| 8 \| Corona Brașov1) \| 10 \| 5 \| 0 \| 5 \| 224 \| 221 \| + 3 \| 141) \| \| 9 \| HC Dunărea Brăila \| 10 \| 4 \| 1 \| 5 \| 217 \| 226 \| – 9 \| 13 \| \| 10 \| CSU Danubius Galați \| 10 \| 4 \| 0 \| 6 \| 190 \| 219 \| – 29 \| 12 \| \| 11 \| CS Rapid USL București \| 10 \| 3 \| 0 \| 7 \| 251 \| 296 \| – 45 \| 9 \| \| 12 \| „U” Alexandrion Cluj \| 10 \| 2 \| 2 \| 6 \| 233 \| 249 \| – 16 \| 8 \| \| 13 \| HCM Slobozia \| 10 \| 2 \| 1 \| 7 \| 227 \| 269 \| – 42 \| 7 \| \| 14 \| CSM Slatina \| 10 \| 0 \| 2 \| 8 \| 222 \| 261 \| – 39 \| 2 \| 1) Deși Corona Brașov a învins pe teren pe „U” Alexandrion Cluj în Etapa a III-a, scor 30-23 (16-12), clubul brașovean a fost penalizat de FRH pentru că a folosit o handbalistă, Daciana Hosu, care a jucat două meciuri în aceeași zi, unul pentru echipa de Divizia A a Brașovului, celălalt pentru echipa de Liga Națională. FRH a decis că echipa Corona Brașov va pierde meciul la „masa verde” cu 0-10 și i se va scădea suplimentar un punct din clasament. |                        |    |    |   |   |     |     |       |      |
| Poz. | Echipa                 | J  | V  | E | Î | GM  | GP  | DG    | P    |
| 1 | CSM București          | 10 | 10 | 0 | 0 | 328 | 228 | + 100 | 30   |
| 2 | HCM Râmnicu Vâlcea     | 10 | 7  | 0 | 3 | 259 | 228 | + 31  | 21   |
| 3 | SCM Craiova            | 10 | 6  | 2 | 2 | 264 | 229 | + 35  | 20   |
| 4 | CS Măgura Cisnădie     | 10 | 6  | 1 | 3 | 260 | 236 | + 24  | 19   |
| 5 | CSM Bistrița           | 10 | 6  | 0 | 4 | 263 | 272 | – 9   | 18   |
| 6 | HC Zalău               | 10 | 5  | 1 | 4 | 253 | 251 | + 2   | 16   |
| 7 | CSM Roman              | 10 | 5  | 0 | 5 | 250 | 256 | – 6   | 15   |
| 8 | Corona Brașov1)        | 10 | 5  | 0 | 5 | 224 | 221 | + 3   | 141) |
| 9 | HC Dunărea Brăila      | 10 | 4  | 1 | 5 | 217 | 226 | – 9   | 13   |
| 10 | CSU Danubius Galați    | 10 | 4  | 0 | 6 | 190 | 219 | – 29  | 12   |
| 11 | CS Rapid USL București | 10 | 3  | 0 | 7 | 251 | 296 | – 45  | 9    |
| 12 | „U” Alexandrion Cluj   | 10 | 2  | 2 | 6 | 233 | 249 | – 16  | 8    |
| 13 | HCM Slobozia           | 10 | 2  | 1 | 7 | 227 | 269 | – 42  | 7    |
| 14 | CSM Slatina            | 10 | 0  | 2 | 8 | 222 | 261 | – 39  | 2    |

### Etapa a XI-a
| 10 ianuarie 2018 Digi2, Telekom217:00 | HCM Râmnicu Vâlcea | 22 - 19 | CSM Roman          | Sala Sporturilor Traian, Râmnicu Vâlcea Arbitri: Florescu, Stoia |
| 10 ianuarie 2018 Digi2, Telekom217:00 | Glibko 9           | (12-11) | de Sousa, Simion 5 | Sala Sporturilor Traian, Râmnicu Vâlcea Arbitri: Florescu, Stoia |
| 10 ianuarie 2018 Digi2, Telekom217:00 | 1× 3×              | Cronica | 2× 3×              | Sala Sporturilor Traian, Râmnicu Vâlcea Arbitri: Florescu, Stoia |

| 10 ianuarie 2018 TVR HD17:30 | SCM Craiova | 29 - 24 | Rapid USL București | Sala Polivalentă, Craiova Arbitri: Popa, Toma |
| 10 ianuarie 2018 TVR HD17:30 | Țicu 8      | (13-12) | Bucă 6              | Sala Polivalentă, Craiova Arbitri: Popa, Toma |
| 10 ianuarie 2018 TVR HD17:30 | 2× 2×       | Cronica | 4× 3×               | Sala Polivalentă, Craiova Arbitri: Popa, Toma |

| 10 ianuarie 2018 17:30 | CSM Bistrița | 26 - 29 | CS Măgura Cisnădie | Sala Polivalentă, Bistrița Arbitri: Iliescu, Manea |
| 10 ianuarie 2018 17:30 | Chirilă 6    | (11-17) | Moldovan 7         | Sala Polivalentă, Bistrița Arbitri: Iliescu, Manea |
| 10 ianuarie 2018 17:30 | 1×           | Cronica | 4× 1×              | Sala Polivalentă, Bistrița Arbitri: Iliescu, Manea |

| 10 ianuarie 2018 18:00 | CSM Slatina | 19 - 24 | HCM Slobozia                             | Sala de sport a LPS, Slatina Arbitri: Băducu, Voicu |
| 10 ianuarie 2018 18:00 | Drăghici 8  | (9-11)  | Burlacenko, Dăscălete, Ivan, Pătuleanu 5 | Sala de sport a LPS, Slatina Arbitri: Băducu, Voicu |
| 10 ianuarie 2018 18:00 | 2× 3×       | Cronica | 7× 3×                                    | Sala de sport a LPS, Slatina Arbitri: Băducu, Voicu |

| 10 ianuarie 2018 Digi2, Telekom118:30 | HC Zalău | 24 - 30 | CSM București | Sala Sporturilor „Gheorghe Tadici”, Zalău Arbitri: Nițișor, Stamatoiu |
| 10 ianuarie 2018 Digi2, Telekom118:30 | Dragut 6 | (14-16) | Neagu 9       | Sala Sporturilor „Gheorghe Tadici”, Zalău Arbitri: Nițișor, Stamatoiu |
| 10 ianuarie 2018 Digi2, Telekom118:30 | 3× 2×    | Cronica | 5× 2×         | Sala Sporturilor „Gheorghe Tadici”, Zalău Arbitri: Nițișor, Stamatoiu |

| 10 ianuarie 2018 Digi2, Telekom220:00 | Corona Brașov      | 31 - 33 | HC Dunărea Brăila | Sala Sporturilor „Dumitru Popescu Colibași”, Brașov Arbitri: Băducu, Barbu |
| 10 ianuarie 2018 Digi2, Telekom220:00 | Buceschi, Chiper 8 | (16-16) | Šteriova, Vătu 7  | Sala Sporturilor „Dumitru Popescu Colibași”, Brașov Arbitri: Băducu, Barbu |
| 10 ianuarie 2018 Digi2, Telekom220:00 | 5× 2×              | Cronica | 3× 3×             | Sala Sporturilor „Dumitru Popescu Colibași”, Brașov Arbitri: Băducu, Barbu |

| 11 ianuarie 2018 TVR HD17:30 | „U” Alexandrion Cluj | 32 - 26 | CSU Danubius Galați | Sala Sporturilor „Horia Demian”, Cluj Asistență: 500 Arbitri: Harabagiu, Stănescu |
| 11 ianuarie 2018 TVR HD17:30 | Petruș 8             | (12-10) | Safta 8             | Sala Sporturilor „Horia Demian”, Cluj Asistență: 500 Arbitri: Harabagiu, Stănescu |
| 11 ianuarie 2018 TVR HD17:30 | 9× 3× 1×             | Cronica | 3× 1× 1×            | Sala Sporturilor „Horia Demian”, Cluj Asistență: 500 Arbitri: Harabagiu, Stănescu |

### Etapa a XII-a
| 13 ianuarie 2018 TVR 216:00 | Rapid USL București | 22 - 29 | CSM Bistrița | Sala „Rapid”, București Arbitri: Belean, Călina |
| 13 ianuarie 2018 TVR 216:00 | Trifan 7            | (9-11)  | Chirilă 7    | Sala „Rapid”, București Arbitri: Belean, Călina |
| 13 ianuarie 2018 TVR 216:00 | 1× 4×               | Cronica | 3× 4×        | Sala „Rapid”, București Arbitri: Belean, Călina |

| 13 ianuarie 2018 Digi2, Telekom217:30 | HC Dunărea Brăila | 17 - 28 | CSM București | Sala Polivalentă „Danubius”, Brăila Arbitri: Năstase, Stancu |
| 13 ianuarie 2018 Digi2, Telekom217:30 | Ilina 10          | (6-13)  | Kurtović 6    | Sala Polivalentă „Danubius”, Brăila Arbitri: Năstase, Stancu |
| 13 ianuarie 2018 Digi2, Telekom217:30 | 1× 3× 1×          | Cronica | 3× 3×         | Sala Polivalentă „Danubius”, Brăila Arbitri: Năstase, Stancu |

| 14 ianuarie 2018 11:00 | CSM Roman | 27 - 30 | CSM Slatina | Sala Polivalentă, Roman Arbitri: Ghiorghișor, State |
| 14 ianuarie 2018 11:00 | Simion 7  | (13-11) | Andrei 8    | Sala Polivalentă, Roman Arbitri: Ghiorghișor, State |
| 14 ianuarie 2018 11:00 | 1× 2×     | Cronica | 1× 2×       | Sala Polivalentă, Roman Arbitri: Ghiorghișor, State |

| 14 ianuarie 2018 TVR 116:30 | HCM Slobozia | 24 - 27 | „U” Alexandrion Cluj | Sala Sporturilor „Andreea Nica”, Slobozia Arbitri: Pârvu, Potîrniche |
| 14 ianuarie 2018 TVR 116:30 | Burlacenko 7 | (17-17) | Lazăr 7              | Sala Sporturilor „Andreea Nica”, Slobozia Arbitri: Pârvu, Potîrniche |
| 14 ianuarie 2018 TVR 116:30 | 6× 3×        | Cronica | 7× 2×                | Sala Sporturilor „Andreea Nica”, Slobozia Arbitri: Pârvu, Potîrniche |

| 14 ianuarie 2018 Digi2, Telekom420:00 | CS Măgura Cisnădie            | 18 - 21 | HCM Râmnicu Vâlcea | Sala Polivalentă „Măgura”, Cisnădie Arbitri: Stark, Ștefan |
| 14 ianuarie 2018 Digi2, Telekom420:00 | Costa, Fachinello, Moldovan 4 | (9-8)   | Glibko 8           | Sala Polivalentă „Măgura”, Cisnădie Arbitri: Stark, Ștefan |
| 14 ianuarie 2018 Digi2, Telekom420:00 | 1× 3×                         | Cronica | 3× 3×              | Sala Polivalentă „Măgura”, Cisnădie Arbitri: Stark, Ștefan |

| 17 ianuarie 2018 16:30 | CSU Danubius Galați | 18 - 23 | HC Zalău      | Sala Sporturilor, Galați Arbitri: Șerbu, Vasilescu |
| 17 ianuarie 2018 16:30 | Șeiko 8             | (8-16)  | Dragut, Rob 5 | Sala Sporturilor, Galați Arbitri: Șerbu, Vasilescu |
| 17 ianuarie 2018 16:30 | 2× 3×               | Cronica | 3× 3×         | Sala Sporturilor, Galați Arbitri: Șerbu, Vasilescu |

| 18 ianuarie 2018 Digi2, Telekom218:30 | Corona Brașov | 18 - 29 | SCM Craiova | Sala Sporturilor „Dumitru Popescu Colibași”, Brașov Arbitri: Doană, Gociu |
| 18 ianuarie 2018 Digi2, Telekom218:30 | Tiron 4       | (9-13)  | Florianu 10 | Sala Sporturilor „Dumitru Popescu Colibași”, Brașov Arbitri: Doană, Gociu |
| 18 ianuarie 2018 Digi2, Telekom218:30 | 3× 2×         | Cronica | 2× 3×       | Sala Sporturilor „Dumitru Popescu Colibași”, Brașov Arbitri: Doană, Gociu |

### Etapa a XIII-a
| 19 ianuarie 2018 Digi2, Telekom119:00 | CSM București | 26 - 12 | CSU Danubius Galați | Sala Polivalentă, București Asistență: 1.500 Arbitri: Cazan, Suliman |
| 19 ianuarie 2018 Digi2, Telekom119:00 | Mehmedović 6  | (15-5)  | Artean, Safta 3     | Sala Polivalentă, București Asistență: 1.500 Arbitri: Cazan, Suliman |
| 19 ianuarie 2018 Digi2, Telekom119:00 | 3× 3×         | Cronica | 5× 2×               | Sala Polivalentă, București Asistență: 1.500 Arbitri: Cazan, Suliman |

| 20 ianuarie 2018 TVR 216:00 | HCM Râmnicu Vâlcea | 31 - 21 | Rapid USL București | Sala Sporturilor Traian, Râmnicu Vâlcea Asistență: 1.800 Arbitri: Basso, Tofan |
| 20 ianuarie 2018 TVR 216:00 | Glibko 10          | (13-9)  | Dache, Trăilă 5     | Sala Sporturilor Traian, Râmnicu Vâlcea Asistență: 1.800 Arbitri: Basso, Tofan |
| 20 ianuarie 2018 TVR 216:00 | 3× 3×              | Cronica | 1× 4×               | Sala Sporturilor Traian, Râmnicu Vâlcea Asistență: 1.800 Arbitri: Basso, Tofan |

| 20 ianuarie 2018 16:00 | CSM Slatina | 21 - 23 | CS Măgura Cisnădie | Sala de sport a LPS, Slatina Arbitri: Mârza, Nedelea |
| 20 ianuarie 2018 16:00 | Ostase 6    | (15-12) | Fachinello 7       | Sala de sport a LPS, Slatina Arbitri: Mârza, Nedelea |
| 20 ianuarie 2018 16:00 | 1× 2×       | Cronica | 1× 3×              | Sala de sport a LPS, Slatina Arbitri: Mârza, Nedelea |

| 21 ianuarie 2018 Digi1, Telekom115:30 | CSM Bistrița          | 27 - 28 | Corona Brașov | Sala Polivalentă, Bistrița Arbitri: Barbu, Manafu |
| 21 ianuarie 2018 Digi1, Telekom115:30 | Chirilă, Pristăviță 7 | (13-11) | Chiper 9      | Sala Polivalentă, Bistrița Arbitri: Barbu, Manafu |
| 21 ianuarie 2018 Digi1, Telekom115:30 | 5× 4×                 | Cronica | 4× 3×         | Sala Polivalentă, Bistrița Arbitri: Barbu, Manafu |

| 21 ianuarie 2018 TVR 116:30 | „U” Alexandrion Cluj | 25 - 30 | CSM Roman | Sala Sporturilor „Horia Demian”, Cluj Arbitri: Georgescu, Moldoveanu |
| 21 ianuarie 2018 TVR 116:30 | Boian, Lazăr 6       | (10-10) | Popa 8    | Sala Sporturilor „Horia Demian”, Cluj Arbitri: Georgescu, Moldoveanu |
| 21 ianuarie 2018 TVR 116:30 | 5× 4×                | Cronica | 6× 3×     | Sala Sporturilor „Horia Demian”, Cluj Arbitri: Georgescu, Moldoveanu |

| 24 ianuarie 2018 TVR HD17:30 | SCM Craiova | 22 - 16 | HC Dunărea Brăila | Sala Polivalentă, Craiova Arbitri: Iliescu, Manea |
| 24 ianuarie 2018 TVR HD17:30 | Florianu 7  | (9-6)   | Vătu 6            | Sala Polivalentă, Craiova Arbitri: Iliescu, Manea |
| 24 ianuarie 2018 TVR HD17:30 | 2× 2×       | Cronica | 4× 1×             | Sala Polivalentă, Craiova Arbitri: Iliescu, Manea |

| 25 ianuarie 2018 17:00 | HC Zalău | 27 - 17 | HCM Slobozia | Sala Sporturilor „Gheorghe Tadici”, Zalău Arbitri: Gurbina, Stanciu |
| 25 ianuarie 2018 17:00 | Rob 5    | (13-8)  | Burlacenko 5 | Sala Sporturilor „Gheorghe Tadici”, Zalău Arbitri: Gurbina, Stanciu |
| 25 ianuarie 2018 17:00 | 5× 3×    | Cronica | 5× 3×        | Sala Sporturilor „Gheorghe Tadici”, Zalău Arbitri: Gurbina, Stanciu |

| Poz. | Echipa                 | J  | V  | E | Î  | GM  | GP  | DG    | P  |
| ---- | ---------------------- | -- | -- | - | -- | --- | --- | ----- | -- |
| 1    | CSM București          | 13 | 13 | 0 | 0  | 412 | 281 | + 131 | 39 |
| 2    | HCM Râmnicu Vâlcea     | 13 | 10 | 0 | 3  | 333 | 286 | + 47  | 30 |
| 3    | SCM Craiova            | 13 | 9  | 2 | 2  | 344 | 287 | + 57  | 29 |
| 4    | CS Măgura Cisnădie     | 13 | 8  | 1 | 4  | 330 | 304 | + 26  | 25 |
| 7    | HC Zalău               | 13 | 7  | 1 | 5  | 327 | 316 | + 11  | 22 |
| 5    | Corona Brașov          | 13 | 7  | 0 | 6  | 331 | 323 | + 8   | 21 |
| 6    | CSM Bistrița           | 13 | 7  | 0 | 6  | 345 | 351 | – 6   | 21 |
| 8    | CSM Roman              | 13 | 6  | 0 | 7  | 326 | 333 | – 7   | 18 |
| 9    | HC Dunărea Brăila      | 13 | 5  | 1 | 7  | 283 | 307 | – 24  | 16 |
| 10   | CSU Danubius Galați    | 13 | 4  | 0 | 9  | 246 | 300 | – 54  | 12 |
| 11   | „U” Alexandrion Cluj   | 13 | 3  | 2 | 8  | 330 | 359 | – 29  | 11 |
| 12   | HCM Slobozia           | 13 | 3  | 1 | 9  | 292 | 342 | – 50  | 10 |
| 13   | CS Rapid USL București | 13 | 3  | 0 | 10 | 318 | 385 | – 67  | 9  |
| 14   | CSM Slatina            | 13 | 1  | 2 | 10 | 292 | 335 | – 43  | 5  |

| Poz. | Nume                       | Echipă                 | Goluri | Meciuri |
| ---- | -------------------------- | ---------------------- | ------ | ------- |
| 1    | Cristina Florianu (ROU)    | SCM Craiova            | 91     | 13      |
| 2    | Ada Moldovan (ROU)         | CS Măgura Cisnădie     | 83     | 13      |
| 3    | Irina Glibko (UKR)         | HCM Râmnicu Vâlcea     | 82     | 13      |
| 4    | Mihaela Senocico-Ani (ROU) | „U” Alexandrion Cluj   | 81     | 13      |
| 5    | Alina Vătu (ROU)           | HC Dunărea Brăila      | 67     | 13      |
| 6    | Diana Lazăr (ROU)          | „U” Alexandrion Cluj   | 66     | 13      |
| 7    | Oana Chirilă (ROU)         | CSM Bistrița           | 62     | 13      |
| 7    | Isabelle Gulldén (SWE)     | CSM București          | 62     | 13      |
| 7    | Ana Maria Simion (ROU)     | CSM Roman              | 62     | 13      |
| 10   | Ana Maria Popa (ROU)       | CSM Roman              | 61     | 13      |
| 10   | Laura Pristăviță (ROU)     | CSM Bistrița           | 61     | 13      |
| 10   | Roxana Rob (ROU)           | HC Zalău               | 61     | 13      |
| 13   | Jasna Boljević (MNE)       | CSM Roman              | 58     | 13      |
| 13   | Željka Nikolić (SRB)       | SCM Craiova            | 58     | 13      |
| 15   | Ivana Božović (MNE)        | CS Măgura Cisnădie     | 55     | 13      |
| 15   | Lorena Ostase (ROU)        | CSM Slatina            | 55     | 13      |
| 17   | Florina Chintoan (ROU)     | „U” Alexandrion Cluj   | 54     | 13      |
| 17   | Ștefania Lazăr (ROU)       | CSM Slatina            | 54     | 13      |
| 19   | Andreea Enescu (ROU)       | HCM Slobozia           | 52     | 13      |
| 20   | Alexandra Trifan (ROU)     | CS Rapid USL București | 51     | 13      |

## Rezultate în retur
Date oficiale publicate de Federația Română de Handbal

### Etapa a XIV-a
| 21 ianuarie 2018 Digi2, Telekom320:00 | CSM București | 35 - 13 | HCM Slobozia | Sala Polivalentă, București Arbitri: Iacob, Savu |
| 21 ianuarie 2018 Digi2, Telekom320:00 | Kurtović 7    | (18-6)  | Dăscălete 6  | Sala Polivalentă, București Arbitri: Iacob, Savu |
| 21 ianuarie 2018 Digi2, Telekom320:00 | 1×            | Cronica | 2×           | Sala Polivalentă, București Arbitri: Iacob, Savu |

| 27 ianuarie 2018 11:00 | CSM Slatina     | 29 - 23 | Rapid USL București | Sala de sport a LPS, Slatina Arbitri: Georgescu, Moldoveanu |
| 27 ianuarie 2018 11:00 | Ostase, Lazăr 7 | (18-9)  | Trifan 5            | Sala de sport a LPS, Slatina Arbitri: Georgescu, Moldoveanu |
| 27 ianuarie 2018 11:00 | 3× 3×           | Cronica | 4× 3×               | Sala de sport a LPS, Slatina Arbitri: Georgescu, Moldoveanu |

| 27 ianuarie 2018 TVR 216:00 | „U” Alexandrion Cluj | 23 - 28 | CS Măgura Cisnădie | Sala Sporturilor „Horia Demian”, Cluj Arbitri: Băducu, Voicu |
| 27 ianuarie 2018 TVR 216:00 | Petruș 8             | (16-16) | Apetrei 8          | Sala Sporturilor „Horia Demian”, Cluj Arbitri: Băducu, Voicu |
| 27 ianuarie 2018 TVR 216:00 | 4× 3×                | Cronica | 5× 3×              | Sala Sporturilor „Horia Demian”, Cluj Arbitri: Băducu, Voicu |

| 27 ianuarie 2018 18:00 | HC Dunărea Brăila | 20 - 19 | CSU Danubius Galați | Sala Polivalentă „Danubius”, Brăila Arbitri: Gorina, Melencu |
| 27 ianuarie 2018 18:00 | Vătu 8            | (10-7)  | Livrinikj 7         | Sala Polivalentă „Danubius”, Brăila Arbitri: Gorina, Melencu |
| 27 ianuarie 2018 18:00 | 3× 2×             | Cronica | 1× 3×               | Sala Polivalentă „Danubius”, Brăila Arbitri: Gorina, Melencu |

| 28 ianuarie 2018 TVR 116:30 | HCM Râmnicu Vâlcea | 30 - 25 | Corona Brașov | Sala Sporturilor Traian, Râmnicu Vâlcea Asistență: 2.500 Arbitri: Năstase, Stancu |
| 28 ianuarie 2018 TVR 116:30 | Glibko 8           | (15-9)  | Buceschi 7    | Sala Sporturilor Traian, Râmnicu Vâlcea Asistență: 2.500 Arbitri: Năstase, Stancu |
| 28 ianuarie 2018 TVR 116:30 | 6× 4×              | Cronica | 1× 3×         | Sala Sporturilor Traian, Râmnicu Vâlcea Asistență: 2.500 Arbitri: Năstase, Stancu |

| 31 ianuarie 2018 18:00 | CSM Bistrița | 28 - 28 | SCM Craiova      | Sala Polivalentă, Bistrița Arbitri: Florescu, Stoia |
| 31 ianuarie 2018 18:00 | Chirilă 10   | (15-12) | Ardean-Elisei 12 | Sala Polivalentă, Bistrița Arbitri: Florescu, Stoia |
| 31 ianuarie 2018 18:00 | 4× 2×        | Cronica | 5× 1×            | Sala Polivalentă, Bistrița Arbitri: Florescu, Stoia |

| 1 februarie 2018 Digi3, Telekom217:30 | HC Zalău | 25 - 18 | CSM Roman  | Sala Sporturilor „Gheorghe Tadici”, Zalău Arbitri: Stark, Ștefan |
| 1 februarie 2018 Digi3, Telekom217:30 | Rob 9    | (10-8)  | Boljević 8 | Sala Sporturilor „Gheorghe Tadici”, Zalău Arbitri: Stark, Ștefan |
| 1 februarie 2018 Digi3, Telekom217:30 | 6× 4×    | Cronica | 3× 3×      | Sala Sporturilor „Gheorghe Tadici”, Zalău Arbitri: Stark, Ștefan |

### Etapa a XV-a
| 29 ianuarie 2018 Digi1, Telekom116:00 | CSM Roman   | 25 - 29 | CSM București | Sala Polivalentă, Roman Arbitri: Hagiu, Pavel |
| 29 ianuarie 2018 Digi1, Telekom116:00 | de Sousa 10 | (11-14) | Gulldén 9     | Sala Polivalentă, Roman Arbitri: Hagiu, Pavel |
| 29 ianuarie 2018 Digi1, Telekom116:00 | 3× 3×       | Cronica | 1× 3×         | Sala Polivalentă, Roman Arbitri: Hagiu, Pavel |

| 3 februarie 2018 11:00 | CSM Bistrița | 23 - 23 | HC Dunărea Brăila | Sala Polivalentă, Bistrița Arbitri: Ghiorghișor, State |
| 3 februarie 2018 11:00 | Chirilă 5    | (13-9)  | Vătu 8            | Sala Polivalentă, Bistrița Arbitri: Ghiorghișor, State |
| 3 februarie 2018 11:00 | 1× 2×        | Cronica | 4× 2×             | Sala Polivalentă, Bistrița Arbitri: Ghiorghișor, State |

| 3 februarie 2018 11:00 | HCM Slobozia | 22 - 21 | CSU Danubius Galați | Sala Sporturilor „Andreea Nica”, Slobozia Arbitri: Fînață, Hendrea |
| 3 februarie 2018 11:00 | Enescu 8     | (13-14) | Taivan 5            | Sala Sporturilor „Andreea Nica”, Slobozia Arbitri: Fînață, Hendrea |
| 3 februarie 2018 11:00 | 7× 2×        | Cronica | 8× 3× 1×            | Sala Sporturilor „Andreea Nica”, Slobozia Arbitri: Fînață, Hendrea |

| 3 februarie 2018 12:00 | Corona Brașov | 27 - 30 | CSM Slatina | Sala Sporturilor „Dumitru Popescu Colibași”, Brașov Arbitri: Șerbu, Vasilescu |
| 3 februarie 2018 12:00 | Buceschi 11   | (14-17) | Andrei 13   | Sala Sporturilor „Dumitru Popescu Colibași”, Brașov Arbitri: Șerbu, Vasilescu |
| 3 februarie 2018 12:00 | 2× 3×         | Cronica | 4× 3×       | Sala Sporturilor „Dumitru Popescu Colibași”, Brașov Arbitri: Șerbu, Vasilescu |

| 3 februarie 2018 TVR 216:00 | Rapid USL București | 28 - 27 | „U” Alexandrion Cluj | Sala „Rapid”, București Arbitri: Drăgănescu, Eremia |
| 3 februarie 2018 TVR 216:00 | Trifan 7            | (15-13) | Lazăr 9              | Sala „Rapid”, București Arbitri: Drăgănescu, Eremia |
| 3 februarie 2018 TVR 216:00 | 3×                  | Cronica | 5×                   | Sala „Rapid”, București Arbitri: Drăgănescu, Eremia |

| 7 februarie 2018 Digi2, Telekom218:00 | CS Măgura Cisnădie | 25 - 22 | HC Zalău    | Sala Polivalentă „Măgura”, Cisnădie Arbitri: Belean, Călina |
| 7 februarie 2018 Digi2, Telekom218:00 | Apetrei 9          | (16-13) | Dragut, Rob | Sala Polivalentă „Măgura”, Cisnădie Arbitri: Belean, Călina |
| 7 februarie 2018 Digi2, Telekom218:00 | 3× 3×              | Cronica | 4× 3×       | Sala Polivalentă „Măgura”, Cisnădie Arbitri: Belean, Călina |

| 8 februarie 2018 TVR HD17:30 | SCM Craiova | 25 - 22 | HCM Râmnicu Vâlcea | Sala Polivalentă, Craiova Asistență: 4.000 Arbitri: Băducu, Voicu |
| 8 februarie 2018 TVR HD17:30 | Florianu 7  | (13-7)  | Florica 8          | Sala Polivalentă, Craiova Asistență: 4.000 Arbitri: Băducu, Voicu |
| 8 februarie 2018 TVR HD17:30 | 8× 3×       | Cronica | 9× 3× 1×           | Sala Polivalentă, Craiova Asistență: 4.000 Arbitri: Băducu, Voicu |

### Etapa a XVI-a
| 10 februarie 2018 11:00 | HC Dunărea Brăila | 23 - 21 | HCM Slobozia | Sala Polivalentă „Danubius”, Brăila Arbitri: Barbu, Manafu |
| 10 februarie 2018 11:00 | Šteriova, Vătu 8  | (12-10) | Enescu 10    | Sala Polivalentă „Danubius”, Brăila Arbitri: Barbu, Manafu |
| 10 februarie 2018 11:00 | 7× 3×             | Cronica | 5× 3×        | Sala Polivalentă „Danubius”, Brăila Arbitri: Barbu, Manafu |

| 10 februarie 2018 17:00 | CSU Danubius Galați | 17 - 18 | CSM Roman  | Sala Sporturilor, Galați Arbitri: Iliescu, Manea |
| 10 februarie 2018 17:00 | Șeiko 5             | (9-10)  | Boljević 6 | Sala Sporturilor, Galați Arbitri: Iliescu, Manea |
| 10 februarie 2018 17:00 | 2× 2×               | Cronica | 5× 3×      | Sala Sporturilor, Galați Arbitri: Iliescu, Manea |

| 11 februarie 2018 TVR 116:30 | HCM Râmnicu Vâlcea | 21 - 26 | CSM Bistrița | Sala Sporturilor Traian, Râmnicu Vâlcea Arbitri: Năstase, Stancu |
| 11 februarie 2018 TVR 116:30 | López 8            | (9-13)  | Chirilă 8    | Sala Sporturilor Traian, Râmnicu Vâlcea Arbitri: Năstase, Stancu |
| 11 februarie 2018 TVR 116:30 | 1× 2×              | Cronica | 3× 2×        | Sala Sporturilor Traian, Râmnicu Vâlcea Arbitri: Năstase, Stancu |

| 12 februarie 2018 Digi3, Telekom219:00 | „U” Alexandrion Cluj      | 32 - 31 | Corona Brașov      | Sala Polivalentă, Cluj Arbitri: Florescu, Stoia |
| 12 februarie 2018 Digi3, Telekom219:00 | Chintoan, Lazăr, Vălean 6 | (16-16) | Buceschi, Chiper 7 | Sala Polivalentă, Cluj Arbitri: Florescu, Stoia |
| 12 februarie 2018 Digi3, Telekom219:00 | 6× 1×                     | Cronica | 2×                 | Sala Polivalentă, Cluj Arbitri: Florescu, Stoia |

| 15 februarie 2018 17:00 | HC Zalău      | 43 - 35 | Rapid USL București | Sala Sporturilor „Gheorghe Tadici”, Zalău Arbitri: Mârza, Nedelea |
| 15 februarie 2018 17:00 | Dragut, Rob 9 | (21-19) | Trifan 11           | Sala Sporturilor „Gheorghe Tadici”, Zalău Arbitri: Mârza, Nedelea |
| 15 februarie 2018 17:00 | 3× 3×         | Cronica | 5× 1×               | Sala Sporturilor „Gheorghe Tadici”, Zalău Arbitri: Mârza, Nedelea |

| 15 februarie 2018 Digi4, Telekom218:30 | CSM București | 34 - 23 | CS Măgura Cisnădie | Sala Polivalentă, București Arbitri: Ghiță, Topliceanu |
| 15 februarie 2018 Digi4, Telekom218:30 | Curea 6       | (16-12) | Apetrei 6          | Sala Polivalentă, București Arbitri: Ghiță, Topliceanu |
| 15 februarie 2018 Digi4, Telekom218:30 | 2× 3×         | Cronica | 2× 3×              | Sala Polivalentă, București Arbitri: Ghiță, Topliceanu |

| 22 februarie 2018 TVR HD16:10 | CSM Slatina | 28 - 31 | SCM Craiova | Sala de sport a LPS, Slatina Arbitri: Ghiorghișor, State |
| 22 februarie 2018 TVR HD16:10 | Andrei 11   | (14-17) | Zamfir 8    | Sala de sport a LPS, Slatina Arbitri: Ghiorghișor, State |
| 22 februarie 2018 TVR HD16:10 | 3×          | Cronica | 3×          | Sala de sport a LPS, Slatina Arbitri: Ghiorghișor, State |

### Etapa a XVII-a
| 18 februarie 2018 Digi2, Telekom211:30 | Rapid USL București | 27 - 30 | CSM București | Sala „Rapid”, București Arbitri: Babău, Roibu |
| 18 februarie 2018 Digi2, Telekom211:30 | Cozma, Cruceanu 6   | (14-14) | Kurtović 11   | Sala „Rapid”, București Arbitri: Babău, Roibu |
| 18 februarie 2018 Digi2, Telekom211:30 | 1× 2×               | Cronica | 1× 2×         | Sala „Rapid”, București Arbitri: Babău, Roibu |

| 24 februarie 2018 roman24online11:00 | CSM Roman        | 23 - 18 | HCM Slobozia    | Sala Polivalentă, Roman Arbitri: Florescu, Stoia |
| 24 februarie 2018 roman24online11:00 | de Sousa, Popa 6 | (10-9)  | Enescu, Jlezi 6 | Sala Polivalentă, Roman Arbitri: Florescu, Stoia |
| 24 februarie 2018 roman24online11:00 | 3× 3×            | Cronica | 2× 3×           | Sala Polivalentă, Roman Arbitri: Florescu, Stoia |

| 24 februarie 2018 TVR 216:00 | HCM Râmnicu Vâlcea | 31 - 21 | HC Dunărea Brăila | Sala Sporturilor Traian, Râmnicu Vâlcea Asistență: 1.000 Arbitri: Fînață, Hendrea |
| 24 februarie 2018 TVR 216:00 | Florica 7          | (14-7)  | Corban, Ilina 4   | Sala Sporturilor Traian, Râmnicu Vâlcea Asistență: 1.000 Arbitri: Fînață, Hendrea |
| 24 februarie 2018 TVR 216:00 | 1× 2×              | Cronica | 3× 2×             | Sala Sporturilor Traian, Râmnicu Vâlcea Asistență: 1.000 Arbitri: Fînață, Hendrea |

| 24 februarie 2018 18:00 | CS Măgura Cisnădie | 20 - 15 | CSU Danubius Galați             | Sala Polivalentă „Măgura”, Cisnădie Arbitri: Năstase, Stancu |
| 24 februarie 2018 18:00 | Araújo 6           | (9-7)   | Artean, Safta, Șeiko, Șelever 3 | Sala Polivalentă „Măgura”, Cisnădie Arbitri: Năstase, Stancu |
| 24 februarie 2018 18:00 | 3× 2×              | Cronica | 3× 3×                           | Sala Polivalentă „Măgura”, Cisnădie Arbitri: Năstase, Stancu |

| 25 februarie 2018 Digi2, Telekom212:00 | Corona Brașov | 30 - 26 | HC Zalău  | Sala Sporturilor „Dumitru Popescu Colibași”, Brașov Arbitri: Badiu, Barbu |
| 25 februarie 2018 Digi2, Telekom212:00 | Buceschi 12   | (14-16) | Dragut 11 | Sala Sporturilor „Dumitru Popescu Colibași”, Brașov Arbitri: Badiu, Barbu |
| 25 februarie 2018 Digi2, Telekom212:00 | 3× 2×         | Cronica | 4× 3×     | Sala Sporturilor „Dumitru Popescu Colibași”, Brașov Arbitri: Badiu, Barbu |

| 25 februarie 2018 13:00 | CSM Bistrița                                    | 23 - 19 | CSM Slatina | Sala Polivalentă, Bistrița Arbitri: Drăghici, Drăguț |
| 25 februarie 2018 13:00 | Chirilă, Pristăviță, Rațiu, Rodríguez, Tetean 4 | (13-9)  | Lazăr 7     | Sala Polivalentă, Bistrița Arbitri: Drăghici, Drăguț |
| 25 februarie 2018 13:00 | 2× 3×                                           | Cronica | 1× 2×       | Sala Polivalentă, Bistrița Arbitri: Drăghici, Drăguț |

| 25 februarie 2018 TVR 116:30 | SCM Craiova              | 32 - 18 | „U” Alexandrion Cluj | Sala Polivalentă, Craiova Arbitri: Basso, Tofan |
| 25 februarie 2018 TVR 116:30 | Ardean-Elisei, Nikolić 7 | (16-10) | Lazăr 9              | Sala Polivalentă, Craiova Arbitri: Basso, Tofan |
| 25 februarie 2018 TVR 116:30 | 4× 1×                    | Cronica | 5× 3×                | Sala Polivalentă, Craiova Arbitri: Basso, Tofan |

### Etapa a XVIII-a
| 21 februarie 2018 Digi1, Telekom218:00 | CSM București | 37 - 21 | Corona Brașov                     | Sala „Rapid”, București Arbitri: Murariu, Tăbăcariu |
| 21 februarie 2018 Digi1, Telekom218:00 | Frafjord 7    | (19-13) | Chiper, Ciuciulete, Popa, Tătar 3 | Sala „Rapid”, București Arbitri: Murariu, Tăbăcariu |
| 21 februarie 2018 Digi1, Telekom218:00 | 3× 1×         | Cronica | 2× 3×                             | Sala „Rapid”, București Arbitri: Murariu, Tăbăcariu |

| 28 februarie 2018 Digi2, Telekom217:00 | HC Dunărea Brăila | 27 - 26 | CSM Roman | Sala Polivalentă „Danubius”, Brăila Arbitri: Băducu, Voicu |
| 28 februarie 2018 Digi2, Telekom217:00 | Šteriova 7        | (18-13) | Popa 8    | Sala Polivalentă „Danubius”, Brăila Arbitri: Băducu, Voicu |
| 28 februarie 2018 Digi2, Telekom217:00 | 2× 2×             | Cronica | 4× 3×     | Sala Polivalentă „Danubius”, Brăila Arbitri: Băducu, Voicu |

| 28 februarie 2018 18:00 | „U” Alexandrion Cluj | 23 - 27 | CSM Bistrița        | Sala Sporturilor „Horia Demian”, Cluj Arbitri: Doană, Gociu |
| 28 februarie 2018 18:00 | Senocico-Ani 6       | (11-12) | Rodríguez, Tetean 7 | Sala Sporturilor „Horia Demian”, Cluj Arbitri: Doană, Gociu |
| 28 februarie 2018 18:00 | 5× 2×                | Cronica | 6× 2×               | Sala Sporturilor „Horia Demian”, Cluj Arbitri: Doană, Gociu |

| 28 februarie 2018 18:00 | CSM Slatina | 20 - 16 | HCM Râmnicu Vâlcea | Sala de sport a LPS, Slatina Arbitri: Șerbu, Vasilescu |
| 28 februarie 2018 18:00 | Lazăr 12    | (10-8)  | Gavrilă, Glibko 5  | Sala de sport a LPS, Slatina Arbitri: Șerbu, Vasilescu |
| 28 februarie 2018 18:00 | 2× 2×       | Cronica | 7× 3× 1×           | Sala de sport a LPS, Slatina Arbitri: Șerbu, Vasilescu |

| 7 martie 20181) 17:00 | CSU Danubius Galați | 24 - 20 | Rapid USL București | Sala Sporturilor, Galați Arbitri: Badiu, Barbu |
| 7 martie 20181) 17:00 | Șeiko, Șelever 6    | (13-8)  | Trăilă 8            | Sala Sporturilor, Galați Arbitri: Badiu, Barbu |
| 7 martie 20181) 17:00 | 3× 2×               | Cronica | 7× 2×               | Sala Sporturilor, Galați Arbitri: Badiu, Barbu |

| 28 martie 20181) TVR HD16:30 | HC Zalău | 27 - 22 | SCM Craiova | Sala Sporturilor „Gheorghe Tadici”, Zalău Arbitri: Ghiorghișor, State |
| 28 martie 20181) TVR HD16:30 | Tămaș 8  | (13-12) | Apipie 10   | Sala Sporturilor „Gheorghe Tadici”, Zalău Arbitri: Ghiorghișor, State |
| 28 martie 20181) TVR HD16:30 | 3× 3×    | Cronica | 6× 3×       | Sala Sporturilor „Gheorghe Tadici”, Zalău Arbitri: Ghiorghișor, State |

| 28 martie 20181) 17:30 | HCM Slobozia | 21 - 27 | CS Măgura Cisnădie | Sala Sporturilor „Andreea Nica”, Slobozia Arbitri: Mârza, Nedelea |
| 28 martie 20181) 17:30 | Enescu 6     | (13-15) | Costa, Moldovan 7  | Sala Sporturilor „Andreea Nica”, Slobozia Arbitri: Mârza, Nedelea |
| 28 martie 20181) 17:30 | 2× 1×        | Cronica | 1× 2×              | Sala Sporturilor „Andreea Nica”, Slobozia Arbitri: Mârza, Nedelea |

1) Partidele au fost programate inițial pentru data de 28 februarie, dar au fost reprogramate de FRH din cauza condițiilor meteo nefavorabile, cod portocaliu de ninsori, viscol și ger.

### Etapa a XIX-a
| 3 martie 2018 11:00 | CSM Slatina | 17 - 16 | HC Dunărea Brăila | Sala de sport a LPS, Slatina Arbitri: Iliescu, Manea |
| 3 martie 2018 11:00 | Andrei 4    | (7-10)  | Vătu 5            | Sala de sport a LPS, Slatina Arbitri: Iliescu, Manea |
| 3 martie 2018 11:00 | 3× 2×       | Cronica | 4× 2×             | Sala de sport a LPS, Slatina Arbitri: Iliescu, Manea |

| 3 martie 2018 12:00 | Corona Brașov           | 21 - 18 | CSU Danubius Galați | Sala Sporturilor „Dumitru Popescu Colibași”, Brașov Arbitri: Gurbina, Stanciu |
| 3 martie 2018 12:00 | Chiricuță, Ciuciulete 4 | (8-8)   | Șelever 5           | Sala Sporturilor „Dumitru Popescu Colibași”, Brașov Arbitri: Gurbina, Stanciu |
| 3 martie 2018 12:00 | 4× 3×                   | Cronica | 2× 2×               | Sala Sporturilor „Dumitru Popescu Colibași”, Brașov Arbitri: Gurbina, Stanciu |

| 3 martie 2018 TVR 216:00 | Rapid USL București | 24 - 26 | HCM Slobozia | Sala „Rapid”, București Arbitri: Năstase, Stancu |
| 3 martie 2018 TVR 216:00 | Cruceanu 7          | (12-10) | Ilie 9       | Sala „Rapid”, București Arbitri: Năstase, Stancu |
| 3 martie 2018 TVR 216:00 | 3× 3×               | Cronica | 7× 2×        | Sala „Rapid”, București Arbitri: Năstase, Stancu |

| 4 martie 2018 TVR 116:30 | CS Măgura Cisnădie | 29 - 23 | CSM Roman        | Sala Polivalentă „Măgura”, Cisnădie Asistență: 500 Arbitri: Pârvu, Potîrniche |
| 4 martie 2018 TVR 116:30 | Moldovan 7         | (15-11) | de Sousa, Popa 5 | Sala Polivalentă „Măgura”, Cisnădie Asistență: 500 Arbitri: Pârvu, Potîrniche |
| 4 martie 2018 TVR 116:30 | 3× 4×              | Cronica | 3× 4×            | Sala Polivalentă „Măgura”, Cisnădie Asistență: 500 Arbitri: Pârvu, Potîrniche |

| 5 martie 2018 Digi2, Telekom218:00 | HCM Râmnicu Vâlcea | 34 - 27 | „U” Alexandrion Cluj | Sala Sporturilor Traian, Râmnicu Vâlcea Arbitri: Barbu, Manafu |
| 5 martie 2018 Digi2, Telekom218:00 | Manea 7            | (16-11) | Senocico-Ani 10      | Sala Sporturilor Traian, Râmnicu Vâlcea Arbitri: Barbu, Manafu |
| 5 martie 2018 Digi2, Telekom218:00 | 4× 3×              | Cronica | 1× 3×                | Sala Sporturilor Traian, Râmnicu Vâlcea Arbitri: Barbu, Manafu |

| 7 martie 2018 Digi2, Telekom215:00 | SCM Craiova     | 23 - 21 | CSM București   | Sala Polivalentă, Craiova Asistență: 3.000 Arbitri: Florescu, Stoia |
| 7 martie 2018 Digi2, Telekom215:00 | Ardean-Elisei 6 | (11-12) | Hagman, Neagu 5 | Sala Polivalentă, Craiova Asistență: 3.000 Arbitri: Florescu, Stoia |
| 7 martie 2018 Digi2, Telekom215:00 | 3× 2×           | Cronica | 4× 1×           | Sala Polivalentă, Craiova Asistență: 3.000 Arbitri: Florescu, Stoia |

| 7 martie 2018 18:00 | CSM Bistrița | 22 - 19 | HC Zalău | Sala Polivalentă, Bistrița Arbitri: Drăgănescu, Eremia |
| 7 martie 2018 18:00 | Chirilă 7    | (9-9)   | Trif 5   | Sala Polivalentă, Bistrița Arbitri: Drăgănescu, Eremia |
| 7 martie 2018 18:00 | 2× 1×        | Cronica | 3× 3×    | Sala Polivalentă, Bistrița Arbitri: Drăgănescu, Eremia |

### Etapa a XX-a
| 10 martie 2018 roman24online11:00 | CSM Roman   | 31 - 28 | Rapid USL București | Sala Polivalentă, Roman Arbitri: Ghiorghișor, State |
| 10 martie 2018 roman24online11:00 | Boljević 13 | (16-13) | Carabulea, Cozma 7  | Sala Polivalentă, Roman Arbitri: Ghiorghișor, State |
| 10 martie 2018 roman24online11:00 | 4× 2×       | Cronica | 4× 3×               | Sala Polivalentă, Roman Arbitri: Ghiorghișor, State |

| 10 martie 2018 11:00 | HCM Slobozia | 27 - 28 | Corona Brașov | Sala Sporturilor „Andreea Nica”, Slobozia Arbitri: Florescu, Stoia |
| 10 martie 2018 11:00 | Enescu 7     | (13-14) | Buceschi 8    | Sala Sporturilor „Andreea Nica”, Slobozia Arbitri: Florescu, Stoia |
| 10 martie 2018 11:00 | 5× 3×        | Cronica | 3× 3×         | Sala Sporturilor „Andreea Nica”, Slobozia Arbitri: Florescu, Stoia |

| 10 martie 2018 TVR 211:00 | „U” Alexandrion Cluj | 28 - 23 | CSM Slatina | Sala Sporturilor „Horia Demian”, Cluj Arbitri: Georgescu, Moldoveanu |
| 10 martie 2018 TVR 211:00 | Lazăr 10             | (14-15) | Andrei 11   | Sala Sporturilor „Horia Demian”, Cluj Arbitri: Georgescu, Moldoveanu |
| 10 martie 2018 TVR 211:00 | 3× 4×                | Cronica | 3×          | Sala Sporturilor „Horia Demian”, Cluj Arbitri: Georgescu, Moldoveanu |

| 10 martie 2018 TVR 116:00 | HC Dunărea Brăila | 21 - 21 | CS Măgura Cisnădie | Sala Polivalentă „Danubius”, Brăila Arbitri: Fînață, Hendrea |
| 10 martie 2018 TVR 116:00 | Vătu 9            | (12-11) | Apetrei 7          | Sala Polivalentă „Danubius”, Brăila Arbitri: Fînață, Hendrea |
| 10 martie 2018 TVR 116:00 | 1× 3×             | Cronica | 2× 3×              | Sala Polivalentă „Danubius”, Brăila Arbitri: Fînață, Hendrea |

| 16 martie 2018 Digi2, Telekom118:00 | CSM București | 30 - 23 | CSM Bistrița | Sala Polivalentă, București Arbitri: Ghiță, Topliceanu |
| 16 martie 2018 Digi2, Telekom118:00 | Gulldén 7     | (16-9)  | Rodríguez 6  | Sala Polivalentă, București Arbitri: Ghiță, Topliceanu |
| 16 martie 2018 Digi2, Telekom118:00 | 3× 1×         | Cronica | 4× 2×        | Sala Polivalentă, București Arbitri: Ghiță, Topliceanu |

| 31 martie 2018 17:00 | CSU Danubius Galați | 20 - 21 | SCM Craiova | Sala Sporturilor, Galați Arbitri: Ifrim, Ilisei |
| 31 martie 2018 17:00 | Șeiko 4             | (11-11) | Țicu 6      | Sala Sporturilor, Galați Arbitri: Ifrim, Ilisei |
| 31 martie 2018 17:00 | 5× 3×               | Cronica | 4× 3×       | Sala Sporturilor, Galați Arbitri: Ifrim, Ilisei |

| 11 aprilie 2018 Digi4, Telekom218:00 | HC Zalău | 26 - 26 | HCM Râmnicu Vâlcea | Sala Sporturilor „Gheorghe Tadici”, Zalău Arbitri: Drăghici, Drăguț |
| 11 aprilie 2018 Digi4, Telekom218:00 | Rob 13   | (14-14) | Glibko 13          | Sala Sporturilor „Gheorghe Tadici”, Zalău Arbitri: Drăghici, Drăguț |
| 11 aprilie 2018 Digi4, Telekom218:00 | 1× 3×    | Cronica | 6× 3×              | Sala Sporturilor „Gheorghe Tadici”, Zalău Arbitri: Drăghici, Drăguț |

### Etapa a XXI-a
| 4 aprilie 2018 16:00 | CSM Slatina | 24 - 25 | HC Zalău | Sala de sport a LPS, Slatina Arbitri: Pârvu, Potîrniche |
| 4 aprilie 2018 16:00 | Andrei 11   | (13-15) | Dragut 6 | Sala de sport a LPS, Slatina Arbitri: Pârvu, Potîrniche |
| 4 aprilie 2018 16:00 | 7× 2×       | Cronica | 7× 3× 1× | Sala de sport a LPS, Slatina Arbitri: Pârvu, Potîrniche |

| 4 aprilie 2018 TVR HD17:30 | „U” Alexandrion Cluj | 29 - 24 | HC Dunărea Brăila | Sala Polivalentă, Cluj Arbitri: Harabagiu, Stănescu |
| 4 aprilie 2018 TVR HD17:30 | Senocico-Ani 9       | (14-11) | Vătu 6            | Sala Polivalentă, Cluj Arbitri: Harabagiu, Stănescu |
| 4 aprilie 2018 TVR HD17:30 | 6× 3×                | Cronica | 3× 2×             | Sala Polivalentă, Cluj Arbitri: Harabagiu, Stănescu |

| 4 aprilie 2018 17:30 | CSM Bistrița | 24 - 18 | CSU Danubius Galați | Sala Polivalentă, Bistrița Arbitri: Iliescu, Manea |
| 4 aprilie 2018 17:30 | Szabó 8      | (11-11) | Livrinikj 7         | Sala Polivalentă, Bistrița Arbitri: Iliescu, Manea |
| 4 aprilie 2018 17:30 | 3× 2×        | Cronica | 2× 2×               | Sala Polivalentă, Bistrița Arbitri: Iliescu, Manea |

| 4 aprilie 2018 Digi418:00 | Corona Brașov     | 24 - 29 | CSM Roman  | Sala Sporturilor „Dumitru Popescu Colibași”, Brașov Arbitri: Florescu, Stoia |
| 4 aprilie 2018 Digi418:00 | Buceschi, Tîrcă 7 | (13-15) | de Sousa 7 | Sala Sporturilor „Dumitru Popescu Colibași”, Brașov Arbitri: Florescu, Stoia |
| 4 aprilie 2018 Digi418:00 | 1× 3×             | Cronica | 3× 2×      | Sala Sporturilor „Dumitru Popescu Colibași”, Brașov Arbitri: Florescu, Stoia |

| 5 aprilie 2018 TVR HD17:00 | Rapid USL București | 21 - 30 | CS Măgura Cisnădie | Sala „Rapid”, București Arbitri: Gurbina, Stanciu |
| 5 aprilie 2018 TVR HD17:00 | Trăilă 6            | (13-18) | Moldovan 9         | Sala „Rapid”, București Arbitri: Gurbina, Stanciu |
| 5 aprilie 2018 TVR HD17:00 |                     | Cronica | 3×                 | Sala „Rapid”, București Arbitri: Gurbina, Stanciu |

| 18 aprilie 2018 TVR HD17:30 | SCM Craiova         | 29 - 20 | HCM Slobozia           | Sala Polivalentă, Craiova Arbitri: Drăgănescu, Eremia |
| 18 aprilie 2018 TVR HD17:30 | Florianu, Nikolić 8 | (14-10) | Dăscălete, Pătuleanu 4 | Sala Polivalentă, Craiova Arbitri: Drăgănescu, Eremia |
| 18 aprilie 2018 TVR HD17:30 | 4× 3×               | Cronica | 1× 3×                  | Sala Polivalentă, Craiova Arbitri: Drăgănescu, Eremia |

| 26 aprilie 2018 Digi, Telekom218:00 | HCM Râmnicu Vâlcea | 26 - 27 | CSM București | Sala Sporturilor Traian, Râmnicu Vâlcea Arbitri: Doană, Gociu |
| 26 aprilie 2018 Digi, Telekom218:00 | Glibko 9           | (15-12) | Gulldén 6     | Sala Sporturilor Traian, Râmnicu Vâlcea Arbitri: Doană, Gociu |
| 26 aprilie 2018 Digi, Telekom218:00 | 2× 2×              | Cronica | 1× 2×         | Sala Sporturilor Traian, Râmnicu Vâlcea Arbitri: Doană, Gociu |

### Etapa a XXII-a
| 14 aprilie 2018 11:00 | HC Dunărea Brăila | 26 - 22 | Rapid USL București | Sala Polivalentă „Danubius”, Brăila Arbitri: Arsene, Bontea |
| 14 aprilie 2018 11:00 | Vătu 8            | (15-11) | Dache 4             | Sala Polivalentă „Danubius”, Brăila Arbitri: Arsene, Bontea |
| 14 aprilie 2018 11:00 | 2× 3×             | Cronica | 2× 3×               | Sala Polivalentă „Danubius”, Brăila Arbitri: Arsene, Bontea |

| 14 aprilie 2018 11:30 | HC Zalău     | 32 - 23 | „U” Alexandrion Cluj | Sala Sporturilor „Gheorghe Tadici”, Zalău Arbitri: Șerbu, Vasilescu |
| 14 aprilie 2018 11:30 | Abed Kader 6 | (16-10) | Chintoan 7           | Sala Sporturilor „Gheorghe Tadici”, Zalău Arbitri: Șerbu, Vasilescu |
| 14 aprilie 2018 11:30 | 2×           | Cronica | 3× 2×                | Sala Sporturilor „Gheorghe Tadici”, Zalău Arbitri: Șerbu, Vasilescu |

| 14 aprilie 2018 TVR 216:00 | HCM Slobozia | 27 - 27 | CSM Bistrița | Sala Sporturilor „Andreea Nica”, Slobozia Arbitri: Fânață, Hendrea |
| 14 aprilie 2018 TVR 216:00 | Dăscălete 12 | (16-16) | Chirilă 9    | Sala Sporturilor „Andreea Nica”, Slobozia Arbitri: Fânață, Hendrea |
| 14 aprilie 2018 TVR 216:00 | 4× 3×        | Cronica | 4× 3×        | Sala Sporturilor „Andreea Nica”, Slobozia Arbitri: Fânață, Hendrea |

| 14 aprilie 2018 17:00 | CSU Danubius Galați | 25 - 22 | HCM Râmnicu Vâlcea | Sala Sporturilor, Galați Arbitri: Florescu, Stoia |
| 14 aprilie 2018 17:00 | Șeiko 9             | (12-14) | Glibko 6           | Sala Sporturilor, Galați Arbitri: Florescu, Stoia |
| 14 aprilie 2018 17:00 | 3× 1×               | Cronica | 4× 3×              | Sala Sporturilor, Galați Arbitri: Florescu, Stoia |

| 15 aprilie 2018 TVR 116:30 | CS Măgura Cisnădie | 27 - 22 | Corona Brașov | Sala Polivalentă „Măgura”, Cisnădie Arbitri: Ghiorghișor, State |
| 15 aprilie 2018 TVR 116:30 | Costa 11           | (16-15) | Chiper 6      | Sala Polivalentă „Măgura”, Cisnădie Arbitri: Ghiorghișor, State |
| 15 aprilie 2018 TVR 116:30 | 1× 3×              | Cronica | 4× 2×         | Sala Polivalentă „Măgura”, Cisnădie Arbitri: Ghiorghișor, State |

| 23 aprilie 2018 Digi2, Telekom20:00 | CSM București | 37 - 22 | CSM Slatina | Sala „Rapid”, București Arbitri: Nițișor, Stamatoiu |
| 23 aprilie 2018 Digi2, Telekom20:00 | Jørgensen 6   | (20-13) | Andrei 7    | Sala „Rapid”, București Arbitri: Nițișor, Stamatoiu |
| 23 aprilie 2018 Digi2, Telekom20:00 | 2× 2×         | Cronica | 5× 3×       | Sala „Rapid”, București Arbitri: Nițișor, Stamatoiu |

| 25 aprilie 2018 Digi3, Telekom119:00 | CSM Roman  | 19 - 18 | SCM Craiova | Sala Polivalentă, Roman Arbitri: Năstase, Stancu |
| 25 aprilie 2018 Digi3, Telekom119:00 | Boljević 8 | (10-10) | Nikolić 4   | Sala Polivalentă, Roman Arbitri: Năstase, Stancu |
| 25 aprilie 2018 Digi3, Telekom119:00 | 5× 3×      | Cronica | 3× 3×       | Sala Polivalentă, Roman Arbitri: Năstase, Stancu |

În urma înfrângerii SCM Craiova de către CSM Roman, CSM București a devenit matematic campioana României, nemaiputând fi ajunsă la puncte de niciuna din celelalte echipe, chiar dacă nu disputase încă meciul din etapa a XXI-a împotriva HCM Râmnicu Vâlcea, programat pentru 26 aprilie.

### Etapa a XXIII-a
| 27 aprilie 2018 Digi3, Telekom20:00 | HC Zalău | 29 - 25 | HC Dunărea Brăila | Sala Sporturilor „Gheorghe Tadici”, Zalău Arbitri: Harabagiu, Stănescu |
| 27 aprilie 2018 Digi3, Telekom20:00 | Trif 6   | (19-14) | Munteanu 6        | Sala Sporturilor „Gheorghe Tadici”, Zalău Arbitri: Harabagiu, Stănescu |
| 27 aprilie 2018 Digi3, Telekom20:00 | 5× 3×    | Cronica | 4× 1×             | Sala Sporturilor „Gheorghe Tadici”, Zalău Arbitri: Harabagiu, Stănescu |

| 28 aprilie 2018 11:00 | CSM Slatina | 24 - 23 | CSU Danubius Galați  | Sala de sport a LPS, Slatina Arbitri: Băducu, Voicu |
| 28 aprilie 2018 11:00 | Andrei 11   | (14-12) | Balaban, Livrinikj 5 | Sala de sport a LPS, Slatina Arbitri: Băducu, Voicu |
| 28 aprilie 2018 11:00 | 4× 3×       | Cronica | 1× 3×                | Sala de sport a LPS, Slatina Arbitri: Băducu, Voicu |

| 28 aprilie 2018 11:00 | Corona Brașov | 29 - 27 | Rapid USL București | Sala Sporturilor „Dumitru Popescu Colibași”, Brașov Arbitri: Popa, Toma |
| 28 aprilie 2018 11:00 | Tiron 5       | (17-11) | Trăilă 9            | Sala Sporturilor „Dumitru Popescu Colibași”, Brașov Arbitri: Popa, Toma |
| 28 aprilie 2018 11:00 | 3×            | Cronica | 3× 3×               | Sala Sporturilor „Dumitru Popescu Colibași”, Brașov Arbitri: Popa, Toma |

| 29 aprilie 2018 TVR 211:00 | SCM Craiova | 19 - 19 | CS Măgura Cisnădie | Sala Polivalentă, Craiova Arbitri: Mârza, Nedelea |
| 29 aprilie 2018 TVR 211:00 | Florianu 6  | (12-12) | Costa 6            | Sala Polivalentă, Craiova Arbitri: Mârza, Nedelea |
| 29 aprilie 2018 TVR 211:00 | 1× 2×       | Cronica | 3× 3×              | Sala Polivalentă, Craiova Arbitri: Mârza, Nedelea |

| 29 aprilie 2018 18:00 | HCM Râmnicu Vâlcea | 25 - 19 | HCM Slobozia | Sala Sporturilor Traian, Râmnicu Vâlcea Arbitri: Florescu, Stoia |
| 29 aprilie 2018 18:00 | Glibko 5           | (15-9)  | Dăscălete 8  | Sala Sporturilor Traian, Râmnicu Vâlcea Arbitri: Florescu, Stoia |
| 29 aprilie 2018 18:00 | 4× 3×              | Cronica | 2× 3×        | Sala Sporturilor Traian, Râmnicu Vâlcea Arbitri: Florescu, Stoia |

| 30 aprilie 2018 16:30 | CSM Bistrița | 23 - 24 | CSM Roman | Sala Polivalentă, Bistrița Arbitri: Nacu, Rucoi |
| 30 aprilie 2018 16:30 | Rodríguez 7  | (13-16) | Popa 8    | Sala Polivalentă, Bistrița Arbitri: Nacu, Rucoi |
| 30 aprilie 2018 16:30 | 1× 3×        | Cronica | 3×        | Sala Polivalentă, Bistrița Arbitri: Nacu, Rucoi |

| 30 aprilie 2018 Digi2, Telekom217:00 | „U” Alexandrion Cluj | 23 - 37 | CSM București | Sala Polivalentă, Cluj Arbitri: Cazan, Suliman |
| 30 aprilie 2018 Digi2, Telekom217:00 | Chintoan 7           | (13-18) | Mehmedović 9  | Sala Polivalentă, Cluj Arbitri: Cazan, Suliman |
| 30 aprilie 2018 Digi2, Telekom217:00 | 1× 2×                | Cronica | 2× 3×         | Sala Polivalentă, Cluj Arbitri: Cazan, Suliman |

### Etapa a XXIV-a
| 4 mai 2018 Digi3, Telekom217:00 | CSM București | 25 - 24 | HC Zalău | Sala „Rapid”, București Arbitri: Constantin, Gál |
| 4 mai 2018 Digi3, Telekom217:00 | Neagu 8       | (11-14) | Tămaș 9  | Sala „Rapid”, București Arbitri: Constantin, Gál |
| 4 mai 2018 Digi3, Telekom217:00 | 2× 3×         | Cronica | 4× 3×    | Sala „Rapid”, București Arbitri: Constantin, Gál |

| 4 mai 2018 Digi2, Telekom420:00 | HC Dunărea Brăila | 26 - 32 | Corona Brașov | Sala Polivalentă „Danubius”, Brăila Arbitri: Florescu, Stoia |
| 4 mai 2018 Digi2, Telekom420:00 | Vătu 11           | (14-15) | Tiron 10      | Sala Polivalentă „Danubius”, Brăila Arbitri: Florescu, Stoia |
| 4 mai 2018 Digi2, Telekom420:00 | 5× 2×             | Cronica | 7× 3×         | Sala Polivalentă „Danubius”, Brăila Arbitri: Florescu, Stoia |

| 5 mai 2018 11:00 | CSM Roman | 22 - 23 | HCM Râmnicu Vâlcea | Sala Polivalentă, Roman Arbitri: Gurbina, Stanciu |
| 5 mai 2018 11:00 | Popa 6    | (13-13) | Glibko 8           | Sala Polivalentă, Roman Arbitri: Gurbina, Stanciu |
| 5 mai 2018 11:00 | 2× 2×     | Cronica | 6× 3×              | Sala Polivalentă, Roman Arbitri: Gurbina, Stanciu |

| 5 mai 2018 TVR 216:00 | HCM Slobozia | 15 - 18 | CSM Slatina | Sala Sporturilor „Andreea Nica”, Slobozia Arbitri: Iliescu, Manea |
| 5 mai 2018 TVR 216:00 | Burlacenko 4 | (6-8)   | Andrei 6    | Sala Sporturilor „Andreea Nica”, Slobozia Arbitri: Iliescu, Manea |
| 5 mai 2018 TVR 216:00 | 2× 3×        | Cronica | 3× 3×       | Sala Sporturilor „Andreea Nica”, Slobozia Arbitri: Iliescu, Manea |

| 5 mai 2018 17:00 | CSU Danubius Galați | 28 - 19 | „U” Alexandrion Cluj | Sala Sporturilor, Galați Arbitri: Stark, Ștefan |
| 5 mai 2018 17:00 | Livrinikj, Taivan 5 | (15-13) | Lazăr, Senocico 5    | Sala Sporturilor, Galați Arbitri: Stark, Ștefan |
| 5 mai 2018 17:00 | 2× 3×               | Cronica | 1× 3×                | Sala Sporturilor, Galați Arbitri: Stark, Ștefan |

| 5 mai 2018 18:00 | CS Măgura Cisnădie | 31 - 26 | CSM Bistrița | Sala Polivalentă „Măgura”, Cisnădie Arbitri: Șerbu, Vasilescu |
| 5 mai 2018 18:00 | Moldovan 10        | (15-11) | Chirilă 6    | Sala Polivalentă „Măgura”, Cisnădie Arbitri: Șerbu, Vasilescu |
| 5 mai 2018 18:00 | 2× 3×              | Cronica | 2× 3×        | Sala Polivalentă „Măgura”, Cisnădie Arbitri: Șerbu, Vasilescu |

| 15 mai 2018 TVR HD17:00 | Rapid USL București | 22 - 27 | SCM Craiova     | Sala „Rapid”, București Arbitri: Murariu, Tăbăcaru |
| 15 mai 2018 TVR HD17:00 | Dache 6             | (10-14) | Nikolić, Țicu 6 | Sala „Rapid”, București Arbitri: Murariu, Tăbăcaru |
| 15 mai 2018 TVR HD17:00 | 3×                  | Cronica | 2×              | Sala „Rapid”, București Arbitri: Murariu, Tăbăcaru |

### Etapa a XXV-a
| 12 mai 2018 11:00 | HC Zalău          | 27 - 19 | CSU Danubius Galați | Sala Sporturilor „Gheorghe Tadici”, Zalău Arbitri: Ghiorghișor, State |
| 12 mai 2018 11:00 | Nichitean, Trif 5 | (13-11) | Safta 4             | Sala Sporturilor „Gheorghe Tadici”, Zalău Arbitri: Ghiorghișor, State |
| 12 mai 2018 11:00 | 2× 3×             | Cronica | 2× 1×               | Sala Sporturilor „Gheorghe Tadici”, Zalău Arbitri: Ghiorghișor, State |

| 12 mai 2018 TVR 211:00 | „U” Alexandrion Cluj | 22 - 20 | HCM Slobozia               | Sala Sporturilor „Horia Demian”, Cluj Arbitri: Băducu, Voicu |
| 12 mai 2018 TVR 211:00 | Senocico 9           | (11-10) | Burlacenko, Enescu, Toma 4 | Sala Sporturilor „Horia Demian”, Cluj Arbitri: Băducu, Voicu |
| 12 mai 2018 TVR 211:00 | 4×                   | Cronica | 3×                         | Sala Sporturilor „Horia Demian”, Cluj Arbitri: Băducu, Voicu |

| 12 mai 2018 11:00 | CSM Slatina     | 30 - 22 | CSM Roman | Sala de sport a LPS, Slatina Arbitri: Badiu, Barbu |
| 12 mai 2018 11:00 | Lazăr, Ostase 9 | (16-11) | Popa 6    | Sala de sport a LPS, Slatina Arbitri: Badiu, Barbu |
| 12 mai 2018 11:00 | 1× 1×           | Cronica | 3×        | Sala de sport a LPS, Slatina Arbitri: Badiu, Barbu |

| 12 mai 2018 12:00 | CSM Bistrița | 37 - 21 | Rapid USL București | Sala Polivalentă, Bistrița Arbitri: Iacob, Savu |
| 12 mai 2018 12:00 | Szabó 9      | (20-10) | Trăilă 8            | Sala Polivalentă, Bistrița Arbitri: Iacob, Savu |
| 12 mai 2018 12:00 | 4× 2×        | Cronica | 3× 3×               | Sala Polivalentă, Bistrița Arbitri: Iacob, Savu |

| 13 mai 2018 TVR 116:30 | HCM Râmnicu Vâlcea | 25 - 27 | CS Măgura Cisnădie | Sala Sporturilor Traian, Râmnicu Vâlcea Arbitri: Harabagiu, Stănescu |
| 13 mai 2018 TVR 116:30 | Glibko 11          | (13-13) | Moldovan 8         | Sala Sporturilor Traian, Râmnicu Vâlcea Arbitri: Harabagiu, Stănescu |
| 13 mai 2018 TVR 116:30 | 3× 2×              | Cronica | 3× 3×              | Sala Sporturilor Traian, Râmnicu Vâlcea Arbitri: Harabagiu, Stănescu |

| 15 mai 2018 Digi4, Telekom220:00 | CSM București | 34 - 22 | HC Dunărea Brăila        | Sala „Rapid”, București Asistență: Ghiță, Topliceanu Arbitri: 1.000 |
| 15 mai 2018 Digi4, Telekom220:00 | Bazaliu 7     | (18-10) | Gheorghe, Șuțka-Burtea 6 | Sala „Rapid”, București Asistență: Ghiță, Topliceanu Arbitri: 1.000 |
| 15 mai 2018 Digi4, Telekom220:00 | 2× 2×         | Cronica | 2× 3×                    | Sala „Rapid”, București Asistență: Ghiță, Topliceanu Arbitri: 1.000 |

| 17 mai 2018 Digi4, Telekom218:00 | SCM Craiova | 30 - 23 | Corona Brașov | Sala Polivalentă, Craiova Arbitri: Fânață, Hendrea |
| 17 mai 2018 Digi4, Telekom218:00 | Țicu 8      | (17-10) | Buceschi 8    | Sala Polivalentă, Craiova Arbitri: Fânață, Hendrea |
| 17 mai 2018 Digi4, Telekom218:00 | 2× 3×       | Cronica | 4× 2×         | Sala Polivalentă, Craiova Arbitri: Fânață, Hendrea |

În urma rezultatelor din această etapă, CS Rapid București și HCM Slobozia au retrogradat matematic în Divizia A, iar CSU Danubius Galați a devenit prima echipă obligată să participe la barajul de promovare/retrogradare.

### Etapa a XXVI-a
| 17 mai 2018 16:00 | HCM Slobozia | 22 - 34 | HC Zalău | Sala Sporturilor „Andreea Nica”, Slobozia Arbitri: Doană, Gociu |
| 17 mai 2018 16:00 | Burlacenko 9 | (13-19) | Dragut 7 | Sala Sporturilor „Andreea Nica”, Slobozia Arbitri: Doană, Gociu |
| 17 mai 2018 16:00 | 1× 1×        | Cronica | 2× 3×    | Sala Sporturilor „Andreea Nica”, Slobozia Arbitri: Doană, Gociu |

| 18 mai 2018 Digi3, Telekom19:30 | CSU Danubius Galați           | 20 - 33 | CSM București      | Sala Sporturilor, Galați Arbitri: Agliceriu, Turdean |
| 18 mai 2018 Digi3, Telekom19:30 | Beleska, Livrinikj, Șelever 3 | (7-17)  | Frafjord, Hagman 9 | Sala Sporturilor, Galați Arbitri: Agliceriu, Turdean |
| 18 mai 2018 Digi3, Telekom19:30 | 1× 2×                         | Cronica | 1× 2×              | Sala Sporturilor, Galați Arbitri: Agliceriu, Turdean |

| 19 mai 2018 Digi1, Telekom312:00 | Corona Brașov | 37 - 31 | CSM Bistrița | Sala Sporturilor „Dumitru Popescu Colibași”, Brașov Arbitri: Lungu, Paraschiv |
| 19 mai 2018 Digi1, Telekom312:00 | Buceschi 12   | (19-11) | Chirilă 12   | Sala Sporturilor „Dumitru Popescu Colibași”, Brașov Arbitri: Lungu, Paraschiv |
| 19 mai 2018 Digi1, Telekom312:00 | 4× 1×         | Cronica | 3× 3× 1×     | Sala Sporturilor „Dumitru Popescu Colibași”, Brașov Arbitri: Lungu, Paraschiv |

| 19 mai 2018 TVR 216:00 | HC Dunărea Brăila | 20 - 21 | SCM Craiova     | Sala Polivalentă „Danubius”, Brăila Arbitri: Georgescu, Moldoveanu |
| 19 mai 2018 TVR 216:00 | Šteriova 5        | (8-11)  | Ardean-Elisei 4 | Sala Polivalentă „Danubius”, Brăila Arbitri: Georgescu, Moldoveanu |
| 19 mai 2018 TVR 216:00 | 4× 2×             | Cronica | 6× 2×           | Sala Polivalentă „Danubius”, Brăila Arbitri: Georgescu, Moldoveanu |

| 19 mai 2018 16:00 | CS Măgura Cisnădie | 28 - 22 | CSM Slatina | Sala Polivalentă „Măgura”, Cisnădie Arbitri: Arsene, Bontea |
| 19 mai 2018 16:00 | Moldovan 6         | (16-13) | Lazăr 7     | Sala Polivalentă „Măgura”, Cisnădie Arbitri: Arsene, Bontea |
| 19 mai 2018 16:00 | 1× 3×              | Cronica | 1× 3×       | Sala Polivalentă „Măgura”, Cisnădie Arbitri: Arsene, Bontea |

| 19 mai 2018 16:00 | CSM Roman          | 30 - 31 | „U” Alexandrion Cluj | Sala Polivalentă, Roman Arbitri: Florescu, Stoia |
| 19 mai 2018 16:00 | de Sousa, Simion 6 | (14-12) | Senocico 17          | Sala Polivalentă, Roman Arbitri: Florescu, Stoia |
| 19 mai 2018 16:00 | 3× 3×              | Cronica | 3× 3×                | Sala Polivalentă, Roman Arbitri: Florescu, Stoia |

| 20 mai 2018 TVR 116:30 | Rapid USL București | 25 - 31 | HCM Râmnicu Vâlcea | Sala „Rapid”, București Arbitri: Enache, Răduț |
| 20 mai 2018 TVR 116:30 | Bucă 8              | (13-19) | Adespii 10         | Sala „Rapid”, București Arbitri: Enache, Răduț |
| 20 mai 2018 TVR 116:30 | 2× 2×               | Cronica | 4× 3×              | Sala „Rapid”, București Arbitri: Enache, Răduț |

## Promovare și retrogradare
În ediția 2017-2018, Liga Națională de handbal feminin s-a desfășurat doar cu tur și retur, fără Play-Off și Play-Out. La întrecere au participat 14 echipe. Echipele clasate pe ultimele două locuri la finalul competiției (13 și 14) au retrogradat direct, în timp ce echipele clasate pe locurile 11 și 12 au disputat un turneu de baraj împreună cu formațiile care au terminat sezonul pe locurile 2 și 3 în cele două serii ale Diviziei A. Regulamentul de desfășurare preciza că, la capătul turneului de baraj, primele două echipe clasate vor rămâne sau, după caz, vor promova în Liga Națională. Echipele care au retrogradat direct, Rapid USL București și HCM Slobozia, au fost decise în urma înfrângerilor din data de 12 mai 2018, din etapa a XXV-a, punctele acumulate până în acel moment nefiindu-le suficiente pentru a rămâne în Liga Națională indiferent de rezultatele din partidele rămase de jucat.
Ca și în edițiile anterioare, echipele clasate pe locul 1 în cele două serii ale Diviziei A au promovat direct în Liga Națională.
Echipele care au luat parte la turneul de baraj au fost împărțite în două serii de câte trei. Meciurile s-au desfășurat în Sala Sporturilor „Măgura” din Cisnădie, în perioada 23-27 mai 2018. Programul complet al partidelor a fost publicat pe 21 mai 2018. Prima echipă din Liga Națională obligată să participe la baraj, CSU Danubius Galați, a fost decisă pe 12 mai 2018.
|  | Echipe rămase în Liga Națională                 |
|  | Echipe care au mai jucat un meci de departajare |
|  | Echipe rămase în Divizia A                      |

### Seria I
| Poz. | Echipa                | J | V | E | Î | GM | GP | DG   | P |
| ---- | --------------------- | - | - | - | - | -- | -- | ---- | - |
| 1    | CSM Slatina           | 2 | 2 | 0 | 0 | 68 | 49 | + 19 | 6 |
| 2    | CSU Neptun Constanța  | 2 | 1 | 0 | 1 | 47 | 61 | – 14 | 3 |
| 3    | CS Dacia Mioveni 2012 | 2 | 0 | 0 | 2 | 43 | 48 | – 5  | 0 |

### Seria a II-a
| Poz. | Echipa                | J | V | E | Î | GM | GP | DG   | P |
| ---- | --------------------- | - | - | - | - | -- | -- | ---- | - |
| 1    | CSU Danubius Galați   | 2 | 2 | 0 | 0 | 62 | 39 | + 23 | 6 |
| 2    | SCM Timișoara         | 2 | 1 | 0 | 1 | 47 | 44 | + 3  | 3 |
| 3    | CSU Știința București | 2 | 0 | 0 | 2 | 37 | 63 | – 26 | 0 |

#### Astfel, la sfârșitul sezonului 2017-2018:
- CSM Slatina și CSU Danubius Galați au rămas în Liga Națională;
- SCM Gloria Buzău și CS Minaur Baia Mare au promovat în Liga Națională;
- SCM Timișoara, care a învins pe CSU Neptun Constanța într-un meci de departajare, ar fi putut promova în Liga Națională în cazul retragerii unei alte echipe;

## Clasamentul marcatoarelor

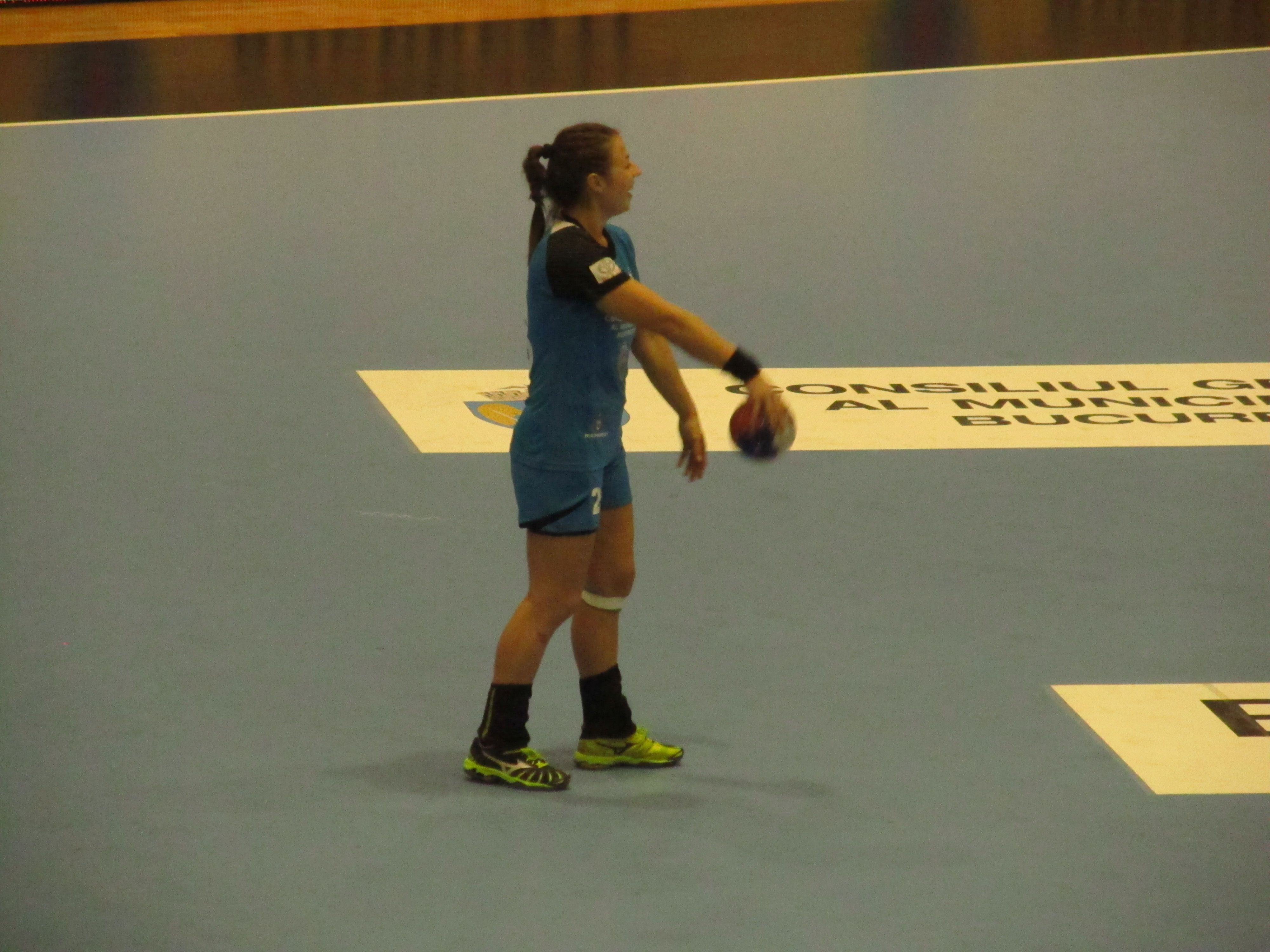
Irina Glibko, cea mai bună marcatoare în 2017-2018

Actualizat pe data de 20 mai 2018
| Poz.                        | Nume                       | Echipă               | Goluri | Meciuri |
| --------------------------- | -------------------------- | -------------------- | ------ | ------- |
| Trofeul Simona Arghir Sandu | Irina Glibko (UKR)         | HCM Râmnicu Vâlcea   | 175    | 26      |
| 2                           | Mihaela Senocico-Ani (ROU) | „U” Alexandrion Cluj | 169    | 26      |
| 3                           | Ada Moldovan (ROU)         | CS Măgura Cisnădie   | 152    | 26      |
| 4                           | Cristina Florianu (ROU)    | SCM Craiova          | 145    | 26      |
| 5                           | Oana Chirilă (ROU)         | CSM Bistrița         | 144    | 26      |
| 6                           | Alina Vătu (ROU)           | HC Dunărea Brăila    | 141    | 26      |
| 7                           | Diana Lazăr (ROU)          | „U” Alexandrion Cluj | 138    | 26      |
| 8                           | Alexandra Andrei (ROU)     | CSM Slatina          | 131    | 26      |
| 8                           | Roxana Rob (ROU)           | HC Zalău             | 131    | 26      |
| 10                          | Eliza Buceschi (ROU)       | Corona Brașov        | 122    | 26      |

## Echipa ideală
La finalul competiției, ziarul ProSport a discutat cu tehnicieni care au activat la cele 14 echipe din Liga Națională și a alcătuit echipa ideală a sezonului pe baza voturilor acestora:
| Post               | Handbalistă                                    | Club                   |
| ------------------ | ---------------------------------------------- | ---------------------- |
| Portar             | Iulia Dumanska (ROU)                           | SCM Craiova            |
| Extremă stânga     | Iulia Curea (ROU)                              | CSM București          |
| Inter stânga       | Cristina Neagu (ROU)                           | CSM București          |
| Pivot              | Oana Manea (ROU)                               | CSM București          |
| Coordonator        | Isabelle Gulldén (SWE)                         | CSM București          |
| Inter dreapta      | Ana Maria Dragut (ROU) · Amanda Kurtović (NOR) | HC Zalău CSM București |
| Extremă dreapta    | Željka Nikolić (SRB)                           | SCM Craiova            |
|                    |                                                |                        |
| MVP                | Cristina Neagu (ROU)                           | CSM București          |
| Apărătoare         | Jelena Trifunović (SRB)                        | SCM Craiova            |
| Tânără handbalistă | Iulia Dumanska (ROU)                           | SCM Craiova            |
| Antrenor           | Bogdan Burcea (ROU)                            | SCM Craiova            |